# Governo Goria
Il Governo Goria è stato il quarantacinquesimo esecutivo della Repubblica Italiana, il primo della X legislatura.
Il governo rimase in carica dal 29 luglio 1987 al 13 aprile 1988, per un totale di 259 giorni, ovvero 8 mesi e 15 giorni.
Ottenne la fiducia al Senato della Repubblica il 1º agosto 1987 con 183 voti favorevoli e 123 contrari. Ottenne la fiducia alla Camera dei deputati il 3 agosto 1987 con 371 voti favorevoli e 237 contrari.
Dopo mesi di incertezza e malumori dentro la maggioranza, Goria si decise a dare le dimissioni l'11 marzo 1988 dopo che il PSI aveva espresso forte contrarietà al modo con cui il governo, il giorno prima, aveva approvato la riapertura del cantiere della centrale nucleare di Montalto di Castro.

## Compagine di governo

### Sostegno parlamentare
| Camera dei Deputati | Camera dei Deputati | Seggi                   |
| ------------------- | --- | ----------------------- |
|                     | Democrazia Cristiana Partito Socialista Italiano Partito Repubblicano Italiano Partito Socialdemocratico Italiano Partito Liberale Italiano Südtiroler Volkspartei Union Valdôtaine Totale Maggioranza | 234 94 21 17 11 3 1 381 |
|                     | Partito Comunista Italiano Movimento Sociale Italiano Partito Radicale Liste Verdi Democrazia Proletaria Partito Sardo d'Azione Lega Lombarda Totale Opposizione                                       | 177 35 13 8 2 1 249     |
| Totale              | Totale | 630                     |

| Senato della Repubblica | Senato della Repubblica | Seggi                |
| ----------------------- | --- | -------------------- |
|                         | Democrazia Cristiana Partito Socialista Italiano Partito Repubblicano Italiano Partito Socialdemocratico Italiano Partito Liberale Italiano Südtiroler Volkspartei Union Valdôtaine Totale Maggioranza | 125 43 8 6 3 2 1 188 |
|                         | Partito Comunista Italiano Movimento Sociale Italiano Partito Radicale Liste Verdi Socialisti Indipendenti Democrazia Proletaria Partito Sardo d'Azione Lega Lombarda Totale Opposizione               | 101 16 3 2 1 127     |
| Totale                  | Totale | 315                  |

### Appartenenza politica
- Democrazia Cristiana (DC), Presidente del Consiglio, 14 ministri e 31 sottosegretari
- Partito Socialista Italiano (PSI), 9 ministri e 17 sottosegretari
- Partito Repubblicano Italiano (PRI), 3 ministri e 3 sottosegretari
- Partito Socialista Democratico Italiano (PSDI), 2 ministri e 4 sottosegretari
- Partito Liberale Italiano (PLI), 1 ministro e 4 sottosegretari

### Provenienza geografica
La provenienza geografica dei membri del governo si può così riassumere:
| Regione               | Presidente | Ministri | Sottosegretari | Totale |
| --------------------- | ---------- | -------- | -------------- | ------ |
| Piemonte              | 1          | 2        | 4              | 7      |
| Sicilia               | -          | 5        | 8              | 13     |
| Campania              | -          | 4        | 7              | 11     |
| Lombardia             | -          | 4        | 5              | 9      |
| Lazio                 | -          | 4        | 4              | 8      |
| Veneto                | -          | 1        | 7              | 8      |
| Abruzzo               | -          | 1        | 3              | 4      |
| Calabria              | -          | 1        | 3              | 4      |
| Puglia                | -          | 1        | 3              | 4      |
| Toscana               | -          | 1        | 3              | 4      |
| Friuli-Venezia Giulia | -          | 1        | 2              | 3      |
| Emilia-Romagna        | -          | -        | 3              | 3      |
| Sardegna              | -          | -        | 3              | 3      |
| Basilicata            | -          | 1        | 1              | 2      |
| Liguria               | -          | 1        | 1              | 2      |
| Marche                | -          | -        | 2              | 2      |
| Trentino-Alto Adige   | -          | -        | 2              | 2      |
| Umbria                | -          | 1        | -              | 1      |

## Composizione
| Carica                                                                  | Titolare                              | Titolare                              | Titolare                              | Sottosegretari |
| Presidenza del Consiglio dei ministri                                   | Presidenza del Consiglio dei ministri | Presidenza del Consiglio dei ministri | Presidenza del Consiglio dei ministri | Sottosegretari di Stato alla Presidenza del Consiglio |
| ----------------------------------------------------------------------- | ------------------------------------- | ------------------------------------- | ------------------------------------- | --- |
| Presidente del Consiglio dei ministri                                   |                                       |                                       | Giovanni Goria (DC)                   | - Emilio Rubbi (DC) Segretario del Consiglio dei ministri - Angelo Sanza (DC) Con delega agli interventi nel Mezzogiorno - Giuseppe Lelio Petronio (PSI) Con delega agli interventi nel Mezzogiorno - Learco Saporito (DC) Con delega alla ricerca scientifica |
| Vicepresidente del Consiglio dei ministri                               |                                       |                                       | Giuliano Amato (PSI)                  | - Emilio Rubbi (DC) Segretario del Consiglio dei ministri - Angelo Sanza (DC) Con delega agli interventi nel Mezzogiorno - Giuseppe Lelio Petronio (PSI) Con delega agli interventi nel Mezzogiorno - Learco Saporito (DC) Con delega alla ricerca scientifica |
| Ministri senza portafoglio                                              |                                       |                                       |                                       | |
| Affari regionali e problemi istituzionali                               |                                       |                                       | Aristide Gunnella (PRI)               | Aristide Gunnella (PRI) |
| Affari sociali                                                          |                                       |                                       | Rosa Russo Iervolino (DC)             | Rosa Russo Iervolino (DC) |
| Coordinamento delle politiche comunitarie                               |                                       |                                       | Antonio La Pergola (PSI)              | Antonio La Pergola (PSI) |
| Coordinamento della protezione civile                                   |                                       |                                       | Remo Gaspari (DC)                     | Remo Gaspari (DC) |
| Coordinamento delle iniziative per la ricerca scientifica e tecnologica |                                       |                                       | Antonio Ruberti (PSI)                 | Antonio Ruberti (PSI) |
| Funzione pubblica                                                       |                                       |                                       | Giorgio Santuz (DC)                   | Giorgio Santuz (DC) |
| Interventi straordinari nel Mezzogiorno                                 |                                       |                                       | Giovanni Goria (DC) ad interim        | Giovanni Goria (DC) ad interim |
| Problemi delle aree urbane                                              |                                       |                                       | Carlo Tognoli (PSI)                   | Carlo Tognoli (PSI) |
| Rapporti col Parlamento                                                 |                                       |                                       | Sergio Mattarella (DC)                | Sergio Mattarella (DC) |
| Ministero                                                               | Ministri                              | Ministri                              | Ministri                              | Sottosegretari di Stato |
| Affari esteri                                                           |                                       |                                       | Giulio Andreotti (DC)                 | - Susanna Agnelli (PRI) - Gilberto Bonalumi (DC) - Luigi Franza (PSI) - Mario Raffaelli (PSI) |
| Interno                                                                 |                                       |                                       | Amintore Fanfani (DC)                 | - Saverio D'Aquino (PLI) - Giorgio Postal (DC) - Ferdinando Russo (DC) - Valdo Spini (PSI) |
| Grazia e giustizia                                                      |                                       |                                       | Giuliano Vassalli (PSI)               | - Franco Castiglione (PSI) - Francesco Cattanei (DC) |
| Bilancio e programmazione economica                                     |                                       |                                       | Emilio Colombo (DC)                   | - Mario D'Acquisto (DC) - Giuseppe Demitry (PSI) |
| Finanze                                                                 |                                       |                                       | Antonio Gava (DC)                     | - Stefano De Luca (PLI) - Piergiovanni Malvestio (DC) - Carlo Merolli (DC) - Domenico Susi (PSI) |
| Tesoro                                                                  |                                       |                                       | Giuliano Amato (PSI)                  | - Felice Contu (DC) - Tarcisio Gitti (DC) - Carmelo Pujia (DC) - Maurizio Sacconi (PSI) |
| Difesa                                                                  |                                       |                                       | Valerio Zanone (PLI)                  | - Gaetano Gorgoni (PRI) - Delio Meoli (PSI) - Angelo Pavan (DC) - Giuseppe Pisanu (DC) - Martino Scovacricchi (PSDI) |
| Pubblica istruzione                                                     |                                       |                                       | Giovanni Galloni (DC)                 | - Beniamino Brocca (DC) - Luigi Covatta (PSI) - Savino Melillo (PLI) - Anna Maria Nucci (DC) |
| Lavori pubblici                                                         |                                       |                                       | Emilio De Rose (PSDI)                 | - Raffaele Costa (PLI) - Silvestro Ferrari (DC) - Gualtiero Nepi (DC) |
| Agricoltura e foreste                                                   |                                       |                                       | Filippo Maria Pandolfi (DC)           | - Francesco Cimino (PSI) - Giovanni Zarro (DC) |
| Trasporti                                                               |                                       |                                       | Calogero Mannino (DC)                 | - Angelo Cresco (PSI) - Alessandro Ghinami (PSDI) - Carlo Senaldi (DC) |
| Poste e telecomunicazioni                                               |                                       |                                       | Oscar Mammì (PRI)                     | - Giuseppe Astone (DC) - Vincenzo Sorice (DC) - Francesco Tempestini (PSI) |
| Industria, commercio e artigianato                                      |                                       |                                       | Adolfo Battaglia (PRI)                | - SI) - Paolo Babbini (PSI) - Pietro Mezzapesa (DC) - Gianni Ravaglia (PRI) - Romeo Ricciuti (DC) |
| Sanità                                                                  |                                       |                                       | Carlo Donat-Cattin (DC)               | - Natale Carlotto (DC) - Elena Marinucci (PSI) |
| Commercio con l'estero                                                  |                                       |                                       | Renato Ruggiero (PSI)                 | - Enrico Ermelli Cupelli (PRI) - Alberto Rossi (DC) |
| Marina mercantile                                                       |                                       |                                       | Giovanni Prandini (DC)                | - Filippo Fiorino (PSI) |
| Partecipazioni statali                                                  |                                       |                                       | Luigi Granelli (DC)                   | - Giulio Santarelli (PSI) |
| Lavoro e previdenza sociale                                             |                                       |                                       | Rino Formica (PSI)                    | - Silvano Costi (PSDI) - Luigi Foti (DC) - Gianfranco Rocelli (DC) |
| Beni culturali e ambientali                                             |                                       |                                       | Carlo Vizzini (PSDI)                  | - Gianfranco Astori (DC) |
| Turismo e spettacolo                                                    |                                       |                                       | Franco Carraro (PSI)                  | - Antonio Muratore (PSI) - Luigi Rossi di Montelera (DC) |
| Ambiente                                                                |                                       |                                       | Giorgio Ruffolo (PSI)                 | - Anna Gabriella Ceccatelli (DC) |

## Cronologia

### 1987

#### Aprile

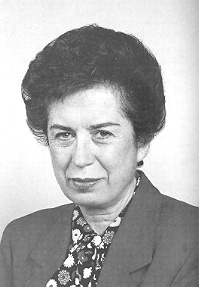
Rosa Russo Iervolino

- 30 aprile consiglio dei ministri: con le camere in regime di proroga l'esecutivo si occupa del disbrigo degli affari correnti mediante l'approvazione o la riproposizione dei decreti legge in scadenza, gli unici provvedimenti che il parlamento può discutere. Viene varato un provvedimento per l'ampliamento della rete di distribuzione del metano nel meridione e sono riproposti due decreti sulla finanzia locale e lo smaltimento dei rifiuti urbani.
La presidente della Commissione parlamentare per l'indirizzo generale e la vigilanza dei servizi radiotelevisivi, Rosa Russo Iervolino, chiede alla Rai di escludere dai programmi contenitore gli esponenti politici,. Allo scopo di garantire pari opportunità a tutti i partiti fino ad avvenute elezioni candidati ed esponenti di partito potranno essere presenti solo nelle tribune elettorali moderate. La decisione è stata dettata dalla mancanza di tempo per l'usuale discussione del documento con le disposizioni per la campagna elettorale ma esplode una feroce polemica per la piena libertà di cui godono i network privati: Giovanni Minoli, che avrebbe dovuto ospitare Giorgio Napolitano in una trasmissione sull'antisemitismo, ritiene incostituzionale che la Rai debba subire limitazioni mentre le reti nazionali private hanno già disposto la distribuzione dei contenuti.[11]

#### Maggio
- 2 maggio: la Federazione nazionale delle liste verdi, riunita a Mantova, decide a larga maggioranza la partecipazione alle elezioni politiche col simbolo del sole che ride. Il documento finale esclude liste comuni con socialisti e socialdemocratici e collaborazioni col partito radicale.[12]
- 5 maggio: rispondendo a due interviste di Fanfani e De Mita, Giovanni Spadolini, rieletto segretario del PRI, risponde che la terza via laica al dualismo tra DC e PCI è una caratteristica della vita politica italiana, che perfino Alcide De Gasperi e Aldo Moro non hanno mai intaccato. Negli anni del centrismo e del centro-sinistra il ruolo dei laici è stato fondamentale e non subordinato agli interessi del partito di maggioranza relativa.[13]
- 8 maggio: assemblea nazionale PSI: Craxi denuncia un ritorno al compromesso storico. Il segretario socialista accusa la DC di contrapporsi ai comunisti in campagna elettorale per poi corrergli incontro a elezioni effettuate. I socialisti si presentano alle elezioni rivendicando i meriti di quattro anni di governo, ottenuti nonostante il continuo boicottaggio da parte di De Mita, e invitano gli elettori a preferire i partiti di area laico-socialista.
La Banca d'Italia, alle prese con forti difficoltà della lira sui mercati valutari, presenta un rapporto sull'inefficienza del sistema dei pagamenti italiano, oltremodo arretrato rispetto a quello degli altri paesi industriali. Tommaso Padoa-Schioppa esclude un tornaconto e parla di arretratezza culturale del nostro sistema, che obbliga i cittadini a spostarsi con troppe banconote nel portafogli, sobbarcarsi pratiche più lunghe ed affrontare spese che strumenti più moderni (primo fra tutti il Bancomat) potrebbero evitare.[14]

Felice Ippolito

- 9 maggio: la Conferenza episcopale italiana invita gli elettori credenti a votare per la DC e adombra il peccato di omissione per chi non si recherà alle urne. La nota pastorale sottolinea la qualifica di credenti per smorzare le inevitabili polemiche e non nomina direttamente la Democrazia Cristiana, limitandosi a indicare chi rispetta i valori della vita, la dignità e la libertà della persona e della famiglia, la pace e lo sviluppo. Una nota dell'Avanti! definisce l'intervento anacronistico e accusa i vescovi di essersi lasciati prendere la mano, perdendo di autorevolezza tra i cattolici ed anche tra i non credenti.
Nella campagna elettorale si inserisce prepotentemente il tema dell'energia nucleare. I verdi del sole che ride sostengono che i loro voti per ora sostituiranno quelli del referendum rinviato e schierano due noti fisici anti-nuclearisti, Massimo Scalia e Gianni Mattioli. I repubblicani, sostenitori dell'energia nucleare, vantano il passaggio nelle loro file del professor Felice Ippolito, già presidente del CNEN, trasmigrato dal PCI all'unico partito che sostiene apertamente la necessità delle centrali.[15]
- 10-11 maggio: socialisti, socialdemocratici, repubblicani, liberali e radicali protestano per la presa di posizione della CEI sul voto del 14 giugno. Il coro unanime delle segreterie è la parola "intromissione" negli affari interni italiani. Viene contestata alla chiesa una posizione incompatibile col rinnovamento introdotto dal Concilio Vaticano II che, tra gli altri, ha introdotto profondi cambiamenti sul tema della libertà di pensiero dei cattolici nel rispetto della dottrina fondamentale. Monsignor Camillo Ruini fornisce una diversa interpretazione della nota pastorale affermando che vuole dare una mano al paese e non a un singolo partito, che non viene nemmeno nominato. I vescovi chiedono di votare per chi sostiene alcuni valori ritenuti fondamentali.[16]
- 14 maggio: la celebre pornostar Cicciolina, candidata col Partito radicale alla Camera, risponde alle critiche sostenendo che non esiste incompatibilità tra il suo lavoro e l'impegno politico.

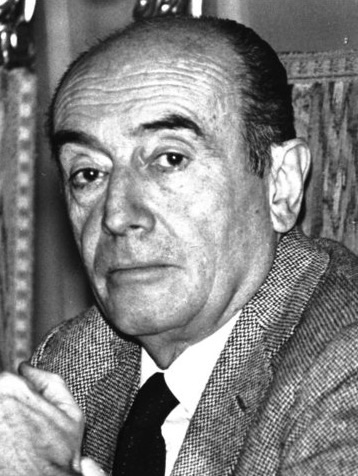
Renato Zangheri

- 18 maggio: dopo una proposta a sorpresa per la riforma della legge elettorale avanzata da De Mita i segretari dei partiti della ex maggioranza si sfidano a colpi di ipotesi. Il segretario democristiano, pur osteggiato da Forlani e Andreotti, propone un sistema simile al doppio turno francese, dove al primo turno si votano i partiti e al secondo la maggioranza di governo secondo le liste apparentate attraverso un premio di maggioranza. L'idea è quella di togliere ai partiti minori un potere contrattuale che si traduce spesso in diritto di veto. Il PCI (Zangheri) propone il sistema uninominale del Senato con eliminazione delle preferenze e una sola Camera con metà dei componenti. Il PSI, preoccupato per la dispersione del voto nelle liste minori e civiche, propone lo sbarramento del 5% per l'ottenimento dei seggi. I repubblicani sono divisi tra sistema francese e tedesco. Il PLI non si pronuncia. Il MSI sostiene l'elezione diretta del capo dello Stato.[17]
- 21 maggio: assemblea nazionale della Confindustria: il presidente, Luigi Lucchini, chiede ai partiti di unirsi in uno schieramento dedicato alle riforme istituzionali che vada oltre maggioranza e opposizioni. L'industria ha vissuto segnali di ripresa ma non riesce a crescere a causa del fisco, della pubblica amministrazione poco trasparente e di una burocrazia ancora ottocentesca. Gli industriali italiani chiedono a grande maggioranza (con la voce autorevole di Gianni Agnelli) la riconferma del pentapartito.[18]

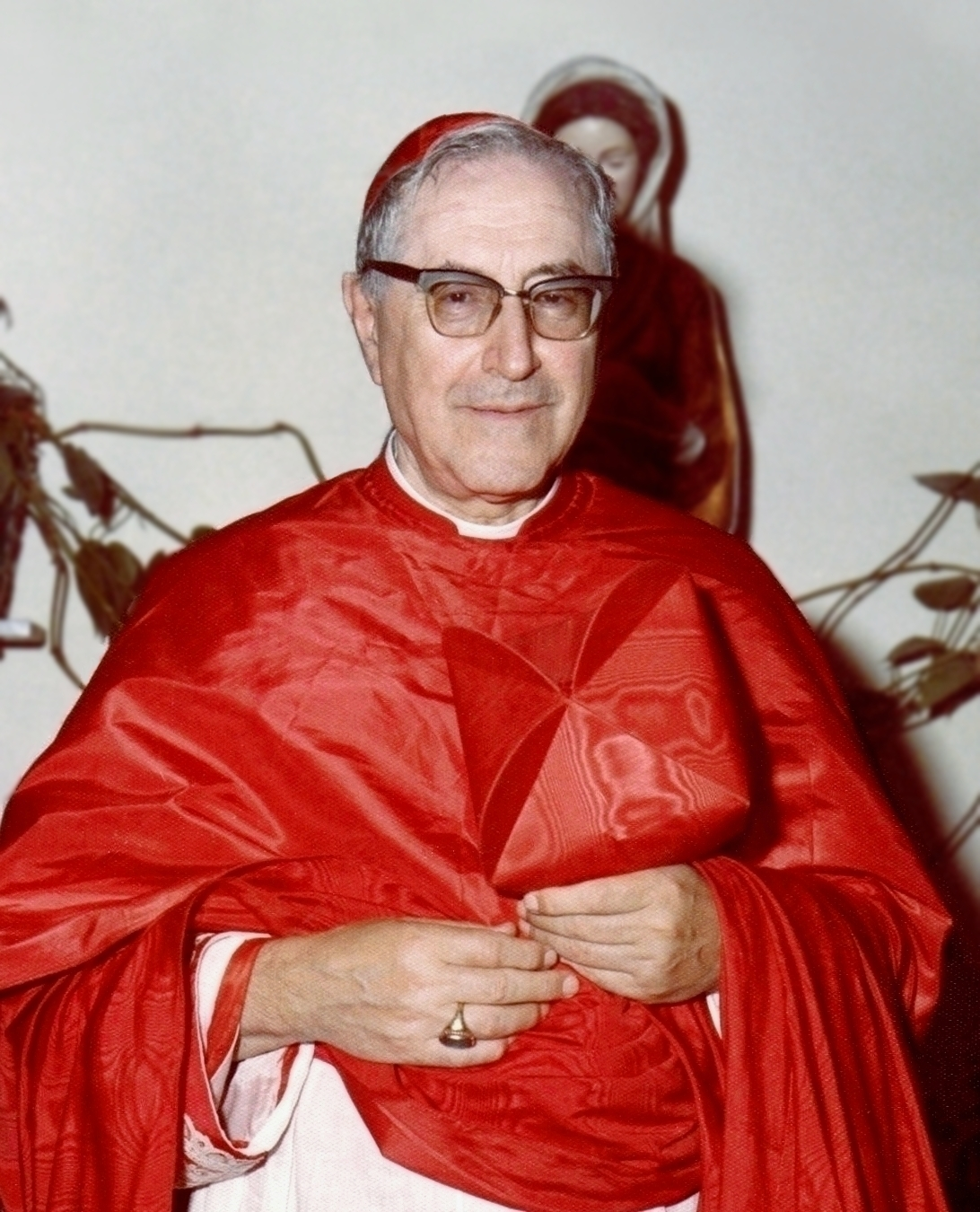
Giuseppe Siri

- 22-26 maggio: si infiamma la polemica sulle ingerenze ecclesiastiche nella campagna elettorale. A scaldare il dibattito una frase del cardinale Giuseppe Siri ("ha sbagliato la DC nel '63 quando ha portato i socialisti al governo"), il tentativo del presidente della CEI, cardinale Ugo Poletti, di minimizzare il favore della gerarchia ecclesiastica per la DC (smentito dalle dichiarazioni di mons.Luigi Bettazzi) e l'intervento diretto del pontefice che, a conclusione dei lavori dell'assemblea generale dei vescovi, sostiene che si devono rilanciare i valori cristiani dell'Italia. Ricevuto in udienza da Giovanni Paolo II Ciriaco De Mita afferma che il papa vuole tornare ad esercitare il ruolo di primate d'Italia e fare della DC lo strumento delle sfide moderne della chiesa. Il fronte laico-socialista parla apertamente di crociata e si appella al presidente della repubblica nel suo ruolo di garante della costituzione.
Sulle ingerenze ecclesiastiche fanno sentire la loro voce anche le comunità di base. L'associazione che riunisce il dissenso dalla chiesa istituzionale respinge l'idea ventilata dal papa che i cattolici sono persone immature e non autonome nelle loro scelte, che devono essere docili ai pastori della chiesa. I credenti, proseguono, devono essere docili al messaggio evangelico nel pluralismo delle idee garantito dalla costituzione.
Dopo lo scandalo dei brogli elettorali del 1983 il servizio elettorale del ministero degli interni comunica che i seggi saranno dotati di nuove tabelle per il conteggio dei voti di lista e di preferenza. Il nuovo sistema divide le schede a seconda che contengano o meno i nomi dei candidati, e le somme dovranno essere trascritte nel verbale solo a conti terminati e verificati. L'idea è quella di aggirare la manipolazione delle cifre nel verbale stesso, dove uno 0 trasforma facilmente un 10 in un 100, e stabilire in anticipo il massimo numero di voti di lista e preferenze esprimibili.[19]

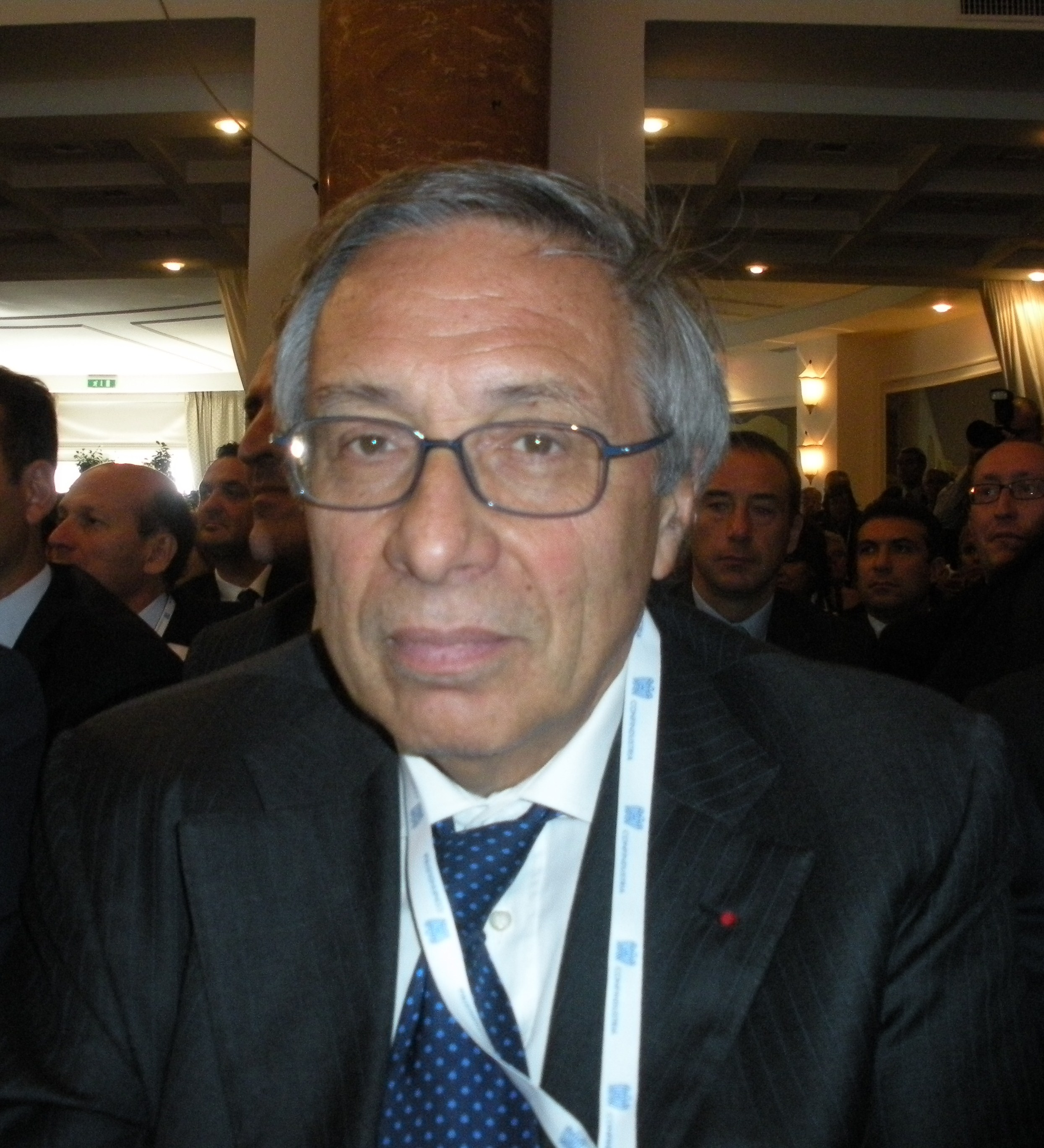
Franco Bassanini

- 26 maggio: il segretario comunista, Alessandro Natta, ufficializza il programma del partito per la nuova legislatura. Il PCI contesta l'affermazione democristiana che l'alternativa sarebbe un salto nel buio; l'alternanza alla guida del governo è un fatto del tutto normale in una democrazia compiuta, e il collocamento della DC all'opposizione non aprirebbe una crisi della democrazia.
Il presidente del consiglio, Amintore Fanfani, smentisce in modo seccato di aver offerto posti da ministro ad esponenti del partito comunista. La notizia, riferita dal parlamentare repubblicano Adolfo Battaglia, è definita totalmente falsa anche dal segretario comunista Alessandro Natta. L'uso anti-democristiano che se ne sta facendo porta alla precisazione che in sede di consultazioni lo statista aretino ha fatto delle proposte ad alcuni indipendenti di sinistra come Franco Bassanini, e Stefano Rodotà, non iscritti a nessun partito e interpellati per le loro competenze prima che per la vicinanza al partito.[20]
- 30 maggio: all'assemblea annuale della Banca d'Italia il governatore, Carlo Azeglio Ciampi, sostiene la necessità di aumentare le entrate dello Stato attraverso una maggiore imposizione indiretta e un prelievo sulle utili di borsa. Ritiene inoltre che nella prossima legislatura si deve risolvere una volta per tutte la questione dell'autonomia impositiva dei comuni. L'approssimarsi della scadenza di entrate straordinarie, come quelle legate al condono edilizio, impone l'individuazione di nuove entrate per contenere l'aumento di spesa entro il tasso di inflazione. Il governatore chiede inoltre che si faccia al più presto una scelta sulla politica energetica tra nucleare ed altre fonti, in modo da indirizzare con maggiore precisione i fondi da destinare a progettazioni e costruzioni. Al nuovo governo viene inoltre chiesto di mettere mano ad una riforma del sistema bancario che superi la legge del 1936 ed elimini le limitazioni tra banca di depositi e banca d'affari.[21]

#### Giugno

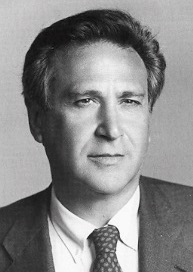
Claudio Signorile

- 5 giugno: a pochi giorni dal voto fa scalpore l'arresto dell'avvocato Rocco Trane, collaboratore dell'ex ministro Claudio Signorile e candidato nel collegio Lecce-Brindisi. L'esponente socialista è coinvolto in un'inchiesta della procura di Genova relativa a tangenti su appalti del ministero dei trasporti in tutta Italia per una "tangente" imposta ad un imprenditore in corsa per un appalto all'aeroporto di Venezia. Signorile accusa il capo della procura di aver agito appositamente dopo un comizio in cui De Mita ha lanciato accuse sulla gestione clientelare dei ministeri da parte dei socialisti. Craxi definisce l'operazione una carognata e solidarizza senza condizioni con Trane e Signorile.[22]
- 11 giugno: nella penultima tribuna elettorale, dedicata al governo, il presidente del consiglio invita a sorpresa a votare per la DC. Dopo aver dichiarato di voler tenere l'esecutivo al di fuori della contesa ed essere rimasto in silenzio Amintore Fanfani chiede la parola al termine della trasmissione per rivendicare i meriti del partito al servizio della libertà, dello sviluppo e della pace.Nel corso dell'appello ammette di aver consultato la Sinistra indipendente nel corso delle consultazioni e respinge l'accusa dei liberali di aver promosso numerosi decreti legge a scopo clientelare ed elettoralistico.[23]
- 14-15 giugno: elezioni politiche: il dato più significativo è il successo dei Verdi, che alla prima apparizione conquistano poco meno di un milione di voti (2,5%) e conquistano 13 seggi alla camera. Tra i partiti di governo crescono la DC (da 32,9 a 34,3%) e il PSI (da 11,4 a 14,3%, suo massimo storico). In declino IL PSDI col 3,1 %, il PRI scende al 3,7 %, il PLI si ferma al 2,1%. Nelle file dell'opposizione si registra una lieve crescita di DP (da 1,5 a 1,7%) e un forte calo del PCI (da 29,9 a 26,6%) e del MSI (da 6,8 a 5,9%). Coi Verdi debutta in parlamento la Lega Lombarda, cui al momento nessuno dà importanza. Sono eletti Luigi Leoni alla Camera e Umberto Bossi al Senato con l'1,8% nelle sole regioni del nord (186.255 voti, pari allo 0,5% a livello nazionale), presentando proprie liste solamente nelle circoscrizioni di Milano - Pavia (1,6%), Como-Sondrio-Varese (6,7%) e Bergamo - Brescia (3,8%); al Senato 137.276 voti, pari al 2,5%). 
Ciriaco De Mita avanza subito la proposta di ricostituire il pentapartito con un esecutivo a guida democristiana. Craxi propone a sua volta un governo balneare che traghetti il nuovo parlamento agli adempimenti costituzionali di autunno. Gli alleati minori, alle prese con le polemiche interne per il calo dei voti, non prendono posizione. Nel PCI Alessandro Natta deve affrontare numerose contestazioni sulla scelta di aprire le liste a un gran numero di indipendenti e alla fuga di voti verso le liste verdi. Nel MSI Giorgio Almirante si attribuisce la colpa del calo e non esclude che dopo 19 anni la segreteria nazionale del partito possa passare di mano.[24]
- 18 giugno: la Corte costituzionale emette una sentenza in cui sostiene che l'ordinamento della Corte dei conti non rispetta l'articolo 100 della Costituzione che ne sancisce la piena indipendenza. Secondo la Consulta, che non abroga le norme per non creare un vuoto legislativo, deve essere superata la dipendenza della magistratura contabile dal governo. Quest'ultimo, imponendo il presidente, fa la parte del controllato che si sceglie il controllore.[25]

Cicciolina

- 19 giugno: a Viareggio esplode una protesta per il primo spettacolo di Cicciolina dopo l'elezione nelle file del partito radicale. Fa scalpore l'affermazione della pornostar sulla libertà di cui può ora godere grazie all'immunità parlamentare, che ufficialmente il suo partito chiede di abolire, e le risposte date ai giornalisti presenti sul programma che intende portare avanti alla Camera in materia di educazione sessuale e oltraggio al pudore.[26]
- 20 giugno: con un articolo sull'Avanti! Craxi illustra la linea politica del PSI per l'avvio della legislatura escludendo patti con la DC e l'immediato conferimento di un incarico a prescindere dalle pretese sulla guida del governo. Contro la scelta democristiana di non tenere i referendum su giustizia e nucleare il PSI - preso atto di una maggioranza interpartitica di 322 voti alla Camera a 159 al Senato - propone l'istituzione di un gruppo verde formato da comunisti, socialisti, socialdemocratici, verdi, radicali e demoproletari per la presentazione e l'approvazione di un disegno di legge che consenta di convocare i comizi in autunno.
Comitato centrale MSI: dopo un rincorrersi di voci durato alcuni giorni Giorgio Almirante conferma che si presenterà dimissionario al congresso del partito previsto per novembre,.[27]

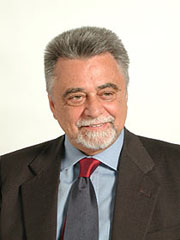
Achille Occhetto

- 25-29 giugno: comitato centrale PCI: Alessandro Natta analizza la sconfitta elettorale giustificandola da una parte con la presenza di numerose liste minori, dall'altra dal venir meno dell'insediamento sociale comunista nelle grandi città. L'opposizione al pentapartito, specie sul fronte dell'economia, ha appiattito il partito sulle questioni di governo distaccandolo dalla sua base sociale, dal suo ruolo politico nella società. La relazione è contestata da Giorgio Napolitano, che nella direzione nazionale che ha preceduto l'assise ha contestato l'elezione di Achille Occhetto alla vice-segreteria. L'esponente migliorista contesta la scelta di rimettere mano ai quadri dirigenti senza porre le basi di una precisa strategia politica.[28]
- 26 giugno: consiglio dei ministri: sono approvati i decreti delegati sulla liberalizzazione dei mercati valutari richiesti dal ministro per il commercio con l'estero, Mario Sarcinelli, basati su una legge delega prossima alla scadenza. I provvedimenti mirano a facilitare gli scambi commerciali senza abolire del tutto il monopolio dei cambi, che andrà a cadere nel 1992.
A quattro settimane dall'assemblea annuale della Banca d'Italia il governatore, Carlo Azeglio Ciampi, contraddice in parte la sua relazione sostenendo che lo squilibrio della finanza pubblica richiede il varo di nuove tasse. Parlando all'assemblea dell'Associazione bancaria italiana lancia un monito al futuro governo sull'eccesso dei consumi italiani, che hanno raggiunto il 51% del prodotto interno lordo, e sul continuo aumento di una spesa pubblica improduttiva e clientelare. Ala richiesta di non colpire chi è già pesantemente tassato e di correggere la sperequazione verso chi beneficia di spazi di evasione ed elusione, il ministro del tesoro e del bilancio, Giovanni Goria, risponde con la più volte reiterata proposta di aumentare le imposte locali, regolarizzando una volta per tutte l'autonomia impositiva dei comuni. L'idea, bocciata dall'ex ministro delle finanze Bruno Visentini, prevede che gli enti locali finanzino in proprio i servizi o li riducano fino anche all'abolizione.[20]

#### Luglio
- 2 luglio: viene inaugurata la X legislatura. Nilde Iotti è riconfermata per la terza volta presidente della camera, Giovanni Spadolini è il nuovo presidente del senato. Fanfani dichiara che confermerà le dimissioni dell'esecutivo al capo dello Stato solo quando saranno definiti tutti i gruppi parlamentari. La presidente della Camera fa intanto sapere che tra le prime priorità del parlamento ci sarà l'approvazione della legge che deve consentire lo svolgimento dei referendum (tecnicamente rinviati al 1989) entro la fine dell'anno.

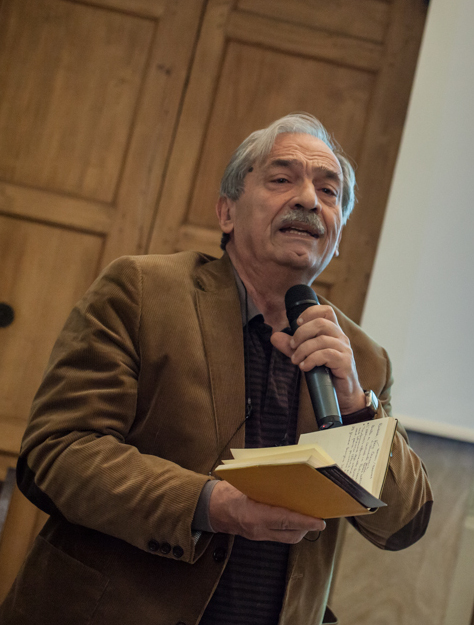
Enrico Falqui

- 4 luglio: riunita in assemblea a Bologna la Federazione delle Liste Verdi si trova alle prese con le regole del parlamento e la necessità di un'azione al contempo politica ed attivistica. La base è in proposito divisa tra chi approva e chi ritiene controproducente la scelta di scendere in campo. I militanti si dividono tra una corrente autonomista e pragmatica (Alfonso Pecoraro Scanio, Pier Vito Antoniazzi, Rosa Filippini) una corrente legata alla sinistra e a Legambiente (Gianni Mattioli, Massimo Scalia, Enrico Falqui) e una corrente integralista (Giannozzo Pucci e Pino Polistena). Punto delicato è il finanziamento pubblico (2,5 miliardi di lire) che si pensa di far gestire ad un comitato di saggi soprannominato "banca verde" per i finanziamenti che accorderà alle iniziative ecologiste.
Il ministero dell'interno pubblica un rapporto sulla situazione di indebitamento dei comuni, con un particolare riguardo al debito sommerso fuori bilancio, che si somma a quello dichiarato ma che non può essere coperto allo stesso modo. Secondo i dati raccolti 1.251 comuni sommano un disavanzo di 1.295 miliardi, in gran parte verso l'ENEL e le USL ma anche per interessi sui mancati pagamenti.[29]
- 10 luglio: il capo dello Stato inizia le consultazioni. De Mita e Craxi espongono a Cossiga la necessità di dare la precedenza al programma e alla maggioranza, decidendo in un secondo tempo il nome dell'incaricato, ma il segretario socialista pone un veto sul leader democristiano. I comunisti chiedono una rapida soluzione della crisi ma si dichiarano dubbiosi circa la costituzione di un governo all'altezza della situazione. Socialdemocratici, liberali e repubblicani chiedono che incarico e nomina siano preceduti da una forte convergenza tra i partiti della maggioranza. Tra le opposizioni il MSI chiede una legislatura costituente per la riforma presidenziale, la Sinistra indipendente si oppone a qualsiasi soluzione che escluda il PCI dalla maggioranza, i verdi daranno il loro appoggio a tutte le iniziative in materia di salvaguardia ambientale.

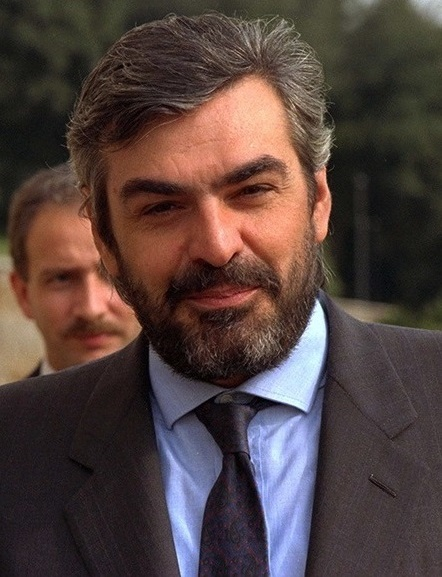
Giovanni Goria

- 13-16 luglio: Cossiga conferisce l'incarico di formare il nuovo governo a Giovanni Goria. La scelta è il frutto del veto di Craxi contro la nomina di De Mita. Cossiga risolve il problema con un fedelissimo del segretario democristiano gradito ai socialisti. Il presidente incaricato inizia subito le consultazioni e l'elaborazione dell'agenda di governo, che per l'economia attinge alla legge finanziaria per il 1988 in corso di elaborazione e ai cinque anni di esperienza al ministero del tesoro. Goria non esclude di coinvolgere i verdi nel suo più volte proposto piano di dismissione dei beni demaniali in favore di parchi pubblici ma sulla sua strada c'è l'incognita del ruolo balneare dell'esecutivo, che per molti dovrà traghettare il parlamento agli adempimenti di bilancio di fine anno per poi lasciare.
A nome dei Verdi Gianni Mattioli, capogruppo alla camera, dichiara che gli ecologisti sono pronti a entrare nella maggioranza se saranno accettati i punti del loro programma, a partire dalla rinuncia all'energia nucleare e la convocazione entro l'anno dei referendum.[30]
- 16 luglio: mentre è impegnato a definire l'agenda dell'esecutivo tra le mani di Goria arriva il rapporto ISTAT sul tasso annuo d'inflazione, che nel mese di maggio è aumentato dello 0,4% portando il tasso tendenziale al 2,7% contro l'1,6% del mese precedente. A causa di aumenti nel prezzo del petrolio aumenta intanto la benzina super (+5 lire), il gasolio per autotrazione (+13 lire) e per riscaldamento (+9 lire).[31]
- 18 luglio: Goria consegna ai segretari dei partiti della ex maggioranza una bozza del programma di governo incentrata particolarmente sull'economia. Il presidente incaricato propone una manovra economica che comporterà dei sacrifici per i contribuenti; al centro dell'attenzione il tasso d'inflazione (che potrebbe tornare ad aumentare oltre il 5%) e la spesa pubblica senza freni (servono tagli per almeno 20.000 miliardi per mantenere il disavanzo entro i 100.000) ma anche i conti con l'estero e i bisogni sociali. All'idea di nuove tasse si contrappongono le proposte delle opposizioni, in parte condivise dai repubblicani, di tassare i guadagni di borsa ed arrivare all'autonomia impositiva dei comuni per ridurre i trasferimenti del tesoro agli enti locali.

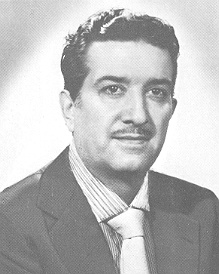
Franco Evangelisti

- 20 luglio: Goria conclude il secondo giro delle consultazioni. Alle delegazioni dei partiti della ex maggioranza si sono aggiunte quelle di Verdi, radicali e SVP ma il presidente incaricato fa sapere che al momento non ci sono progressi sulla convergenza programmatica dei potenziali alleati. Mentre Franco Evangelisti fa sapere che la DC non siederà mai nella stessa maggioranza col partito di Pannella e Cicciolina viene annunciata una riunione collegiale dei potenziali alleati non appena il programma sarà emendato con le proposte di integrazione e modifica formulate nei singoli incontri.[32]
- 22 luglio: Goria raddoppia da 18 a 36 cartelle il programma di governo ma l'elaborato continua a non soddisfare gli alleati del probabile pentapartito. L'ampliamento viene giudicato una diluizione degli argomenti già trattati, tra i quali sono stati inseriti diversi sospesi della precedente legislatura. Le proposte sul nucleare, che prevedono la piena attivazione delle centrali di Montalto di Castro e Caorso, porta alla rinuncia dei verdi ad ulteriori trattative. Intanto salta l'annunciata riunione collegiale che deve decidere i termini definitivi dell'accordo; alla disponibilità di repubblicani e liberali si contrappone la posizione di attesa di socialisti e socialdemocratici, che sponsorizzano la partecipazione dei radicali nella maggioranza e prenderanno una posizione dopo una riunione dei tre partiti e gli esiti dei rispettivi organi statutari.[33]
- 23 luglio: su ricorso della Tavola Valdese il Tribunale amministrativo del Lazio annulla la circolare del ministro della pubblica istruzione, Franca Falcucci, sull'ora di religione. Secondo la sentenza la religione non è una materia alternativa ad altre ma solo aggiuntiva per chi la sceglie. Di conseguenza, non essendo parte integrante dell'orario scolastico, non comporta l'obbligo della presenza degli studenti negli istituti durante lo svolgimento di tale corso; questi ultimi non devono essere obbligati a scegliere una materia alternativa e l'ora di insegnamento deve essere collocata in modo da non arrecare intralcio agli orari di lezione. La sentenza è ben accolta da tutte le parti politiche (tranne la DC) e da vari settori del mondo cattolico.[34]
- 25 luglio: Goria riunisce le delegazioni dei cinque partiti della maggioranza uscente. Dall'incontro viene siglato l'accordo sul programma e sui posti dell'esecutivo (15 alla DC, 9 al PSI, 3 al PRI, 2 al PSDI e uno al PLI), per il quale ognuno ha accettato delle rinunce (i repubblicani sul nucleare, i liberali sul numero dei ministeri, i socialisti sulla partecipazione dei radicali). L'agenda che Goria dovrebbe presentare al parlamento per la fiducia prevede sul fronte economico di mantenere per la finanziaria del 1988 l'obiettivo di 89.000 miliardi per il deficit pubblico e del 3% nel tasso di inflazione. La mancanza di tempo rinvia al 1988 (obiettivo 1989) le decisioni al lungo periodo in materia economica, al punto che saranno prorogati gli effetti del pacchetto Visentini e rinviate la riforma della cassa integrazione e la riduzione degli oneri sociali per le imprese. L'esecutivo prenderà inoltre impegno di promuovere la legge quadro sulle autonomie locali, la riforma del sistema radio-televisivo e il sostegno alle iniziative del parlamento in tema di riforma dei regolamenti.[35]

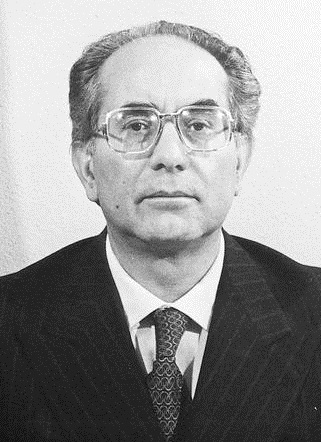
Emilio Colombo

- 27 luglio: Goria scioglie la riserva e presenta la lista dei ministri del nuovo governo con sedici volti nuovi e diverse riconferme. Agli interni Fanfani sostituisce Scalfaro, Andreotti resta agli esteri; la triade economica è formata da Emilio Colombo al bilancio, Antonio Gava alle finanze e Giuliano Amato al tesoro. Col ministero della ricerca scientifica è istituito quello degli affari speciali, affidato a Rosa Russo Iervolino, un dicastero senza portafogli che nelle intenzioni dovrebbe segnalare all'esecutivo i problemi sociali più urgenti e sollecitare possibili soluzioni.
Riferendo alla direzione nazionale della DC Goria afferma che il nuovo governo nasce con limiti politici prima che temporali, dovuti al fatto che la maggioranza si è unita in un programma prima che su una intesa. Sul problema delicato dei referendum assicura che l'esecutivo sosterrà la legge che deve consentire la convocazione dei comizi entro l'anno ma rimette al parlamento la decisione sui dettagli del provvedimento, in particolare se estenderlo o meno a tutti i casi di rinvio per elezioni.[36]
- 30 luglio: consiglio dei ministri: viene varato il disegno di legge per consentire lo svolgimento dei referendum tra il 15 ottobre e il 15 dicembre. Il provvedimento prolunga da 60 a 180 giorni il limite temporale per la promulgazione dell'effetto abrogativo da parte del capo dello Stato. Il sottosegretario alla presidenza del consiglio, Giuliano Amato, fa presente che le deroghe valgono soltanto per le consultazioni rinviate a causa delle elezioni.
- 31 luglio-3 agosto: il governo si presenta alle camere per la fiducia. Goria ribadisce che non si sono verificate le condizioni per un'alleanza organica e che l'esecutivo conta solo sulla volontà dei cinque partiti della maggioranza di garantire la continuità nell'azione di governo. Del programma concordato con gli alleati da la precedenza alla legge finanziaria, che non comporterà stangate o tagli indiscriminati, la politica per lo sviluppo del meridione e una forte attenzione al bilancio dello Stato. L'esposizione lascia delusi sia gli alleati che le opposizioni. La fiducia è comunque approvata con 183 voti a favore e 123 contrari al senato, con 371 voti a favore e 237 contrari alla camera.

#### Agosto
- 5-6 agosto: Senato e Camera approvano in via definitiva la legge che consente la convocazione dei referendum in autunno. Nella formulazione definitiva viene ridotta da 180 a 120 giorni la sospensione degli effetti abrogativi del risultato contro i 60 normalmente previsti dalla legge del 1970, che non viene toccata. Nel corso delle due discussioni viene respinto un ordine del giorno che chiede la sospensione dei lavori nelle centrali in corso di costruzione, presentato da comunisti, indipendenti di sinistra, verdi, radicali, demoproletari e parte di socialisti e socialdemocratici. Per il voto sono indicate le date dell'8 e del 15 novembre.[37]

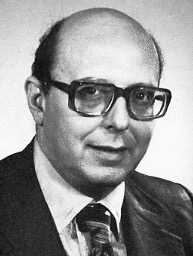
Giovanni Galloni

- 7 agosto: il neo-ministro della pubblica istruzione, Giovanni Galloni, dà mandato all'avvocatura dello Stato per il ricorso contro la decisione del TAR del Lazio che ha annullato la circolare Falcucci sull'ora di religione. Nell'attesa che il parlamento discuta e decida in materia si chiede una sospensiva della sentenza per non provocare il caos alla ripresa delle attività scolastiche. Interpellato in proposito il ministro si giustifica con la determinazione di quasi tutte le forze politiche a superare l'intesa raggiunta tra il ministro Falcucci e il cardinale Ugo Poletti.[38]
- 8 agosto: Beniamino Andreatta, presidente della commissione bilancio della camera, sostiene in una intervista a Panorama che per rimettere in sesto i conti pubblici serve una stangata fiscale di almeno 7.000 miliardi, da prelevare dalle tasche dei contribuenti attraverso un accorpamento ed un aumento delle aliquote IVA. Secondo l'ex ministro del tesoro va compresso il tasso di sviluppo dell'economia con una cura recessiva perché, sostiene, si sta correndo troppo. Un generalizzato aumento dell'IVA raffredderebbe la domanda e indurrebbe i cittadini a consumare di meno.
A vent'anni dallo scandalo del Sifar una intervista di Oscar Luigi Scalfaro al Corriere della Sera fa scoppiare una nuova bufera sui servizi segreti italiani. L'ex ministro degli interni dei governi Craxi sostiene che nel suo periodo di permanenza al Viminale sarebbero state richieste informazioni riservate su uomini politici dei vari partiti, alludendo con ciò che dopo la distruzione dei fascicoli voluti dal generale De Lorenzo, e nonostante il divieto imposto dalla riforma del 1978, i servizi abbiano continuato a creare fascicoli riservati. Mentre il ministro degli interni Fanfani è chiamato a riferire in parlamento da decine di interrogazioni l'ex capo del controspionaggio Ambrogio Viviani, sostiene che la schedatura non è in sé illegittima se riguarda persone che possono essere obiettivo di un nemico interno o esterno; i fascicoli sono un'arma difensiva finché delle informazioni non se ne fa un uso ricattatorio.[39]
- 9 agosto: il ministro degli interni, Amintore Fanfani, apre un'inchiesta ministeriale per stabilire chi sono gli uomini politici che nel corso della campagna elettorale avrebbero chiesto informazioni riservate sugli avversari. Viene anche avviata un'inchiesta della procura di Roma. Davanti al magistrato Domenico Sica Scalfaro nega di aver lanciato precise accuse di pressioni sui servizi segreti, ma l'ex ministro è smentito dalla redazione del Corriere della Sera. Il giornalista Paolo Graldi consegna infatti al magistrato la bobina con la registrazione dell'intervista che, a suo dire, conferma il testo dell'intervista. Il presidente del consiglio, consultatosi col ministro degli interni, scrive ai presidenti delle camere che il governo è disponibile a qualsiasi chiarimento ma esclude che presso i servizi di sicurezza esistano fascicoli contenenti informazioni non consentite.
La Corte dei conti presenta al parlamento una relazione sull'andamento economico di comuni e province. Secondo la magistratura contabile negli enti locali sono diffusi irregolarità di bilancio, incapacità di riscossione e personale tanto numeroso quanto impreparato, che fornisce servizi a costi molto elevati.[40]

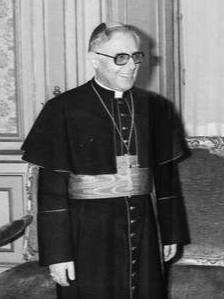
Ugo Poletti

- 17 agosto: la Gazzetta Ufficiale pubblica il testo del programma di insegnamento della religione cattolica nelle scuole sottoscritto dall'ex ministro Franca Falcucci e dal cardinale Ugo Poletti. L'ufficializzazione arriva a dieci giorni dalla data prevista per la decisione del Consiglio di Stato sulla sentenza del TAR del Lazio che ha annullato l'intesa. L'avvocato della Tavola Valdese, Paolo Barile, annuncia il deposito di una memoria che chiede la conferma della sentenza di annullamento nel nome del principio di uguaglianza di tutti i cittadini a prescindere dal culto professato.[41]
- 19 agosto: i presidenti delle camere lanciano un allarme sul cammino della legge finanziaria. Il regolare svolgimento dell'attività parlamentare sarà infatti rallentato da 45 decreti legge lasciati in eredità dal governo Fanfani (gran parte dei quali rinnovi di provvedimenti presi dal secondo governo Craxi) per un costo di circa 40.000 miliardi. Le competenti commissioni del bilancio e del tesoro dovranno infatti occuparsi di reperirne buona parte della copertura finanziaria.
Dopo una sentenza della Corte di cassazione che stabilisce il pagamento dell’indennità di accompagnamento agli invalidi a prescindere dalle condizioni economiche, e a seguito di una protesta degli albergatori di Bellaria per problemi relativi alla ricezione di clienti disabili, il ministro per gli affari speciali, Rosa Russo Iervolino, annuncia il recupero della legge quadro sulla disabilità e le barriere architettoniche in corso di elaborazione nella precedente legislatura. Nonostante non le sia stata ancora conferita una precisa delega la senatrice democristiana esprime solidarietà verso i disabili respinti da un albergo non attrezzato (cui è stata sospesa la licenza provocando proteste del settore); la nuova legge impartirà precise direttive per l'accessibilità anche di uffici pubblici, scuole, ambulatori, etc.[42]

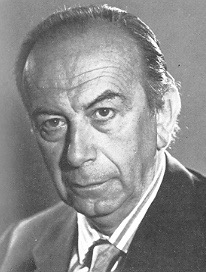
Carlo Donat Cattin

- 21 agosto: la Banca d'Italia lancia un allarme sulla situazione dei conti italiani con l'estero. Secondo dati raccolti dal centro studi dell'IMI la bilancia dei pagamenti ha accusato a luglio 1987 un passivo di 553 miliardi contro l'attivo di 1.456 miliardi dell'anno precedente, con un saldo negativo di 1.852 miliardi e un disavanzo mensile di 731 miliardi. La causa sarebbe la deregolamentazione valutaria varata dal governo Fanfani a maggio, che ha riaperto il mercato degli investimenti esteri e - non si esclude - una nuova fuga di capitali all'estero. Alla stessa causa viene attribuito il calo della borsa valori, dove molti operatori hanno abbandonato le piazze italiane investendo circa 2.150 miliardi in fondi esteri.
Il ministro della sanità, Carlo Donat-Cattin, annuncia che dal 1º settembre torneranno in vigore i ticket su radiografie ed analisi di laboratorio aboliti a gennaio. La causa è una crescita del 3.000% nelle richieste diagnostiche, per oltre 2.000 miliardi di lire di esborso a carico dell'erario. Il nuovo decreto, che sostituisce quello sulla gratuità in scadenza il 31 agosto, comporterà una riduzione degli sprechi e un gettito non ancora quantificato.[43]
- 27 agosto: consiglio dei ministri: nell'attesa che si definisca la legge finanziaria per il 1988 il governo vara una manovra del valore di 3.300 miliardi. Aumentano con effetto immediato la benzina super (+60 lire), la normale e la senza piombo (+5 lire), il gasolio per autotrazione (+20 lire) e per riscaldamento (+20 lire). Aumenta del 4% l'IVA sui ben durevoli con aliquota pari o superiore al 18%. Gli acconti di novembre di IRPEF e ILOR dovranno essere versati per intero ed aumenta dello 0,5% il tasso di sconto.
Le misure del governo scatenano un putiferio di polemiche anche tra le file della maggioranza. Repubblicani e liberali non condividono lo stato di necessità invocato da Giuliano Amato e sostengono che provvedimenti di tale gravità devono essere preventivamente discussi. Il vice-presidente del consiglio e ministro del tesoro ha infatti giustificato i provvedimenti con reiterati attacchi di due partiti che definisce della svalutazione e della stretta creditizia. Il governo viene inoltre contestato dall'ACI e dall'associazione nazionale industrie automobilistiche per l'aumento dei carburanti e la nuova addizionale del 4% sull'acquisto delle automobili. Goria si difende sostenendo che l'economia è sotto controllo.
La prima sezione del Consiglio di Stato, presieduta da Tullio Ancora, accoglie in parte la richiesta di sospensiva della sentenza del TAR del Lazio sull'ora di religione. Con riserva di esprimersi sull'intero ricorso il consesso, per l'approssimarsi dell'inizio dell'anno scolastico, stabilisce in via d'urgenza che gli studenti non sono obbligati ad avvalersi dell'insegnamento religioso o dell'ora alternativa; l'alunno che non esprime una scelta non può tuttavia abbandonare l'istituto per evitare la riduzione dell'orario.[44]

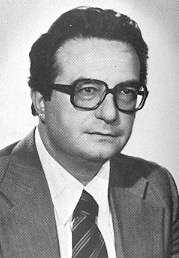
Emilio Rubbi

- 28 agosto: il ministro degli interni, Amintore Fanfani, e il sottosegretario alla presidenza, Emilio Rubbi, riferiscono alla commissione interni del Senato sul caso Scalfaro-servizi segreti. Nonostante le dichiarazioni contrarie di Goria Rubbi dichiara che negli archivi dei servizi potrebbero ancora esistere fascicoli redatti prima del 1981, quando il controllo dell'apparato era in mano alla P2 di Licio Gelli. Il ministro assicura che se tentativi ci sono stati non sono andati a buon fine, e non c'è stata alcuna violazione degli archivi riservati del SISDE.
- 31 agosto: il Senato inizia l'esame della manovra approvata dal governo con qualche polemica tra le file della maggioranza. L'esecutivo è pressato da sindacati, industriali e parti sociali con decine di richieste di correzioni, spesso incompatibili tra loro e con l'intento di racimolare 3.300 miliardi. Commercianti e grande distribuzione avvertono che il prezzo dei carburanti aumenterà almeno del 10% i prezzi dei beni alimentari e di consumo.[45]

#### Settembre
- 3 settembre: il presidente del consiglio affida le deleghe al ministero degli affari speciali. Si occuperà di amministrazione dello Stato e degli enti pubblici con lo scopo di raccogliere una banca dati per definire gli interventi nell'ambito della famiglia, dei servizi sociali, di minori, anziani, disabili, tossicodipendenti. Goria definisce il ministero un'antenna rivolta verso la società e i suoi problemi.
Dopo aver ascoltato ministro e sottosegretario agli interni sul caso Scalfaro-servizi segreti la commissione affari costituzionali della Camera delibera all'unanimità di avviare un'indagine conoscitiva sulle strutture di sicurezza e informazione, con particolare riguardo alla raccolta e alla tenuta delle informazioni personali.[46]
- 4 settembre: consiglio dei ministri: viene fissata all'8 e 9 novembre la data di convocazione dei referendum su giustizia e nucleare.
Il ministro della sanità, Carlo Donat Cattin, conferma il ritorno dei ticket su accertamenti diagnostici ed esami. Assicura che non saranno particolarmente pesanti, e che serviranno a scoraggiare l'abuso che si fa dei servizi gratuiti. A giustificazione del provvedimento aggiunge che la spesa sanitaria fino a luglio 1987 è stata di 57.000 miliardi contro il preventivo di 51.383 miliardi della finanziaria in vigore.[47]
- 6 settembre: uno studio del competente ministero sul servizio postale mette in luce il bilancio prevalentemente deficitario dell'amministrazione, caratterizzato da troppe tariffe di favore per il materiale periodico; le spedizioni in abbonamento postale coprono solo il 5% dei costi e nel 1985 hanno apportato una perdita di 550 miliardi. Praticamente a carico dello Stato è la spedizione di cataloghi di vendita e decine di migliaia di pubblicazioni religiose mirate unicamente a sollecitare contributi e dotate all'interno di un modulo di conto corrente postale, anch'esso fornito in perdita.[48]

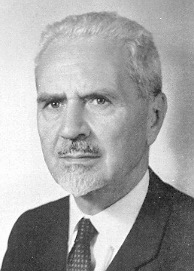
Roberto Tremelloni

- 8 settembre: muore l'ex ministro Roberto Tremelloni.
Dopo oltre due mesi di polemiche e liti ai limiti dello scontro e del disfacimento della maggioranza il governo chiede ed ottiene la fiducia delle camere per l'intervento militare italiano nel Golfo Persico, a protezione del traffico commerciale minacciato dalla guerra Iran-Iraq. La decisione scatena una polemica tra i ministri degli esteri (Andreotti) e della difesa Zanone) sul ruolo effettivo delle navi italiane. Il secondo, dopo aver precisato che le nostre forze sono chiamate a scortare le navi mercantili italiane, ha sostenuto che l'Italia rimarrà sul posto, partecipando all'attività di difesa dell'area, anche se cesseranno i transiti dei mercantili italiani.[49]
- 14-17 settembre: consiglio nazionale della DC: in vista del congresso nazionale il partito è diviso: a favore di De Mita tra la sinistra di Mino Martinazzoli, la cosiddetta "Corrente del golfo" (i favorevoli alla linea del segretario di favorire la missione italiana nel Golfo Persico), i forlaniani e i fanfaniani. All'opposizione, ridotti al 30%, Flaminio Piccoli, Carlo Donat Cattin e Giulio Andreotti. Il segretario è riconfermato fino al congresso ma sotto la tutela e le indicazioni dei suoi sostenitori. Pieno appoggio a Goria e alle linee di intervento finora prospettate sul delicato tema dell'economia.[50]
- 18 settembre: consiglio dei ministri: si cominciano a definire termini e cifre della legge finanziaria, Dalla riunione emergono le ipotesi di una tassa sulla casa, di un superbollo diesel e una tassa di circolazione, tagli alla spesa pubblica per almeno 5.000 miliardi e una finora inedita tassa sulla pubblicità. Nessun accenno sui dati forniti dalla Banca d'Italia che fissano a +4.282 miliardi la posizione debitoria italiana verso l'estero, -14.000 miliardi a luglio e -10.187 miliardi ad agosto delle riserve finanziarie del tesoro. La bilancia dei pagamenti è in rosso per 1,26 miliardi.[51]

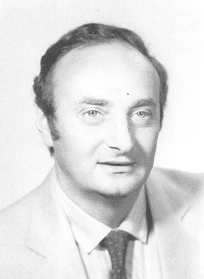
Guido Pollice

- 21 settembre: tutto il mondo politico italiano è colto di sorpresa dalla riapparizione a Ginevra di Licio Gelli. L'ex capo della P2 si costituisce alla magistratura svizzera dopo quattro anni di latitanza chiedendo di essere ascoltato e, soprattutto, ricoverato per problemi cardiaci. Per Tina Anselmi, ex presidente della commissione d'inchiesta, è una costituzione concordata. Il senatore demoproletario Guido Pollice accusa il ministro degli interni, Amintore Fanfani, di aver trattato la sua riapparizione, probabilmente dopo avergli fornito opportune garanzie. I suoi avvocati sostengono che l'ex maestro venerabile vuole rispondere delle accuse sia in Italia che in Svizzera ma l'estradizione sarà rallentata dal processo per l'evasione dal carcere del 1982.[52]
- 24 settembre: consiglio dei ministri: dopo una riunione di oltre sei ore viene approvata la legge finanziaria per il 1988. Il fabbisogno dello Stato è fissato in 109.500 miliardi. La manovra prevede di rastrellare 18.000 miliardi (10.000 da tassazione indiretta e 8.000 da tagli alla spesa pubblica) per contenere il deficit di bilancio entro i 100.000 miliardi contro i 109.000 già raggiunti nell'anno in corso e l'inflazione al 4,5%. Il ministro delle finanze, Antonio Gava fa sapere che i dettagli della manovra saranno resi noti entro pochi giorni: intanto si sa che verranno istituiti un'addizionale IVA del 4% su mobili, auto ed elettrodomestici, un aumento del 25% sui bolli auto, da 700 a 3.000 lire per la carta da bollo ad uso giuridico (+428%) e da 3.000 a 5.000 ad uso civile (+166%).
Il ministro della sanità, Carlo Donat Cattin, rende note le linee generali di riordino della sanità pubblica, che prevede il taglio di 36.000 posti letto poco o nulla utilizzati. La nuova normativa responsabilizza il medico di base sul delicato problema dei ricoveri facili, che sarà tenuto a compilare una scheda sanitaria. Aumenta a 4.000 lire il ticket sulle prestazioni sanitarie e il rilascio delle esenzioni passa dalle USL ai comuni.[53]
- 27 settembre: la Confindustria critica con durezza la legge finanziaria. Il presidente, Luigi Lucchini, sostiene che non esiste un vero accordo tra i cinque partiti, al punto che tutti vorrebbero accontentare tutti senza riuscirci. Sostenuto da Gianni Agnelli arriva a chiedere le dimissioni di un esecutivo incapace, retto da un questuante. Forti critiche vengono anche da repubblicani e liberali, che parlano di incapacità di affondare il bisturi nel male dell'economia, e da socialisti e socialdemocratici, che lamentano la mancanza di provvedimenti riformatori.[54]

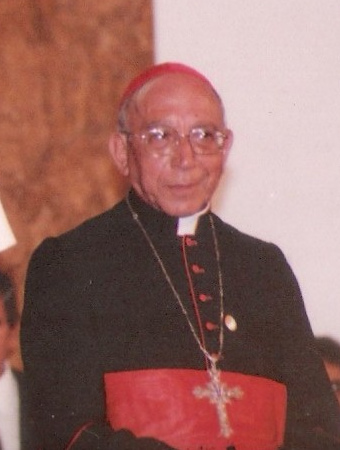
Agostino Casaroli

- 29 settembre-3 ottobre: su richiesta del presidente del consiglio il ministro della pubblica istruzione, Giovanni Galloni, blocca alla competente commissione della Camera la discussione e la votazione dell'accordo firmato dai partiti della maggioranza sull'ora di religione. La causa è una mossa a sorpresa della Santa Sede. Il cardinale Agostino Casaroli, su indicazione del papa, ha infatti consegnato un appunto chiarificatore all'ambasciatore italiano, nel quale si contesta la facoltatività dell'insegnamento religioso e l'intenzione di revisionare l'intesa Falcucci-Poletti secondo la sentenza emessa dal TAR del Lazio. La questione viene rilevata dal governo, e precisamente dal ministero degli esteri, anche se Andreotti sostiene di non saperne niente.
Grazie a una mozione dei comunisti la Camera fissa al 9 ottobre la discussione sul tema e chiede al governo di riferire prima dell'incontro ufficiale tra Goria e Casaroli, previsto a giorni. L'ex presidente del consiglio e firmatario del nuovo concordato, Bettino Craxi, contesta l'atteggiamento di repubblicani e liberali, che arrivano addirittura chiedere l'abolizione unilaterale del concordato. e sostiene la volontà del governo di tornare all'accordo stipulato nel 1985. Galloni accusa Craxi di servilismo verso la chiesa e la DC di essere subalterna alla DC.[55]

#### Ottobre
- 6 ottobre: la legge finanziaria inizia l'iter parlamentare al Senato accompagnata da sei disegni di legge per la revisione delle aliquote IRPEF e degli assegni familiari, la rivalutazione dei beni delle imprese, l'imposta sugli interessi bancari e la nuova tassa sulla salute. Viene anche presentata la riforma della sanità predisposta dal ministro Carlo Donat-Cattin che trasforma le USL in aziende pubbliche dirette da un manager con contratto privato. Gli ospedali più grandi diventeranno indipendenti, retti da un consiglio di amministrazione. Le regioni dovranno far quadrare i conti.[56]
- 7 ottobre: il presidente del consiglio e il segretario di Stato vaticano si incontrano presso l'ambasciata italiana della santa sede. Viene stabilito che la questione dell'inserimento dell'ora di religione nell'orario scolastico non sarà esaminata dalla commissione prevista per l'interpretazione autentica delle norme.Il problema sarà oggetto di una nuova intesa tra la CEI e il ministero della pubblica istruzione ma sulla strada del governo, oltre a repubblicani e liberali, si mettono di traverso la Tavola valdese e la Commissione delle chiese evangeliche; queste ultime chiedono che la collocazione dell'ora non venga sistemata all'interno dell'orario per non provocare discriminazioni.[57]
- 9-11 ottobre: alla vigilia del dibattito sull'ora di religione il presidente del consiglio insiste nel sostenere la tesi vaticana dell'obbligatorietà di tale insegnamento e del suo entrare nella valutazione complessiva degli studenti. La contrarietà di PSI, PSDI, PRI e PLI - che premono assieme al PCI anche per collocare l'ora all'inizio o alla fine della mattinata - rischia seriamente di far cadere il governo. Goria interviene con un discorso predisposto nel corso della notte, nel quale il governo apre ad alcune richieste dei partiti. Messa da parte la collocazione dell'ora, la lezione è obbligatoria soltanto per chi la sceglie. Chi non se ne avvale non sarà obbligato a scegliere materie ed attività alternative, anche perché sono ancora da definire modi e termini del problema. Gli insegnanti potranno intervenire sugli scrutini soltanto nei confronti degli studenti che prendono parte alle lezioni. Le nuove disposizioni sono approvate con 286 si, 274 no (con 30 franchi tiratori della maggioranza) e le sette astensioni dei liberali ma Valdesi, ebrei ed evangelici, oltre ad alcuni settori dei sindacati della scuola, promettono battaglia. Viene chiesta la disobbedienza civile agli organi collegiali delle scuole.[58]

Biagio Agnes

- 13 ottobre: il ministro delle poste, Oscar Mammì, rende note le prime ipotesi di riforma del sistema radio-televisivo che, nelle intenzioni del governo, abolirà il monopolio della Rai. Il disegno di legge in corso di preparazione abolisce il canone di abbonamento, sostituito da una tassa di possesso che varierà tra le 105.000 e le 130.000 lire a seconda che si possiedano uno, due o tre televisori nella stessa casa: il gettito, secondo il ministro delle finanze, rimarrà saldo ai circa 1.200 miliardi all'anno.
mentre Cicciolina provoca malumori e proteste alla Camera col suo rivolgersi a presidente e colleghi chiamandoli "cicciolini", un gruppo di casalinghe cattoliche riesce a bloccare l'apparizione televisiva di Moana Pozzi in una trasmissione di Rai Tre. Fabio Fazio esclude che ci sia stata una vera e propria censura ma a livello politico vengono chiesti chiarimenti al direttore generale della Rai, Biagio Agnes, e al ministro delle poste.[59]
- 15 ottobre: con 147 voti favorevoli, 103 contrari e 6 astensioni (i liberali) il Senato approva in via definitiva l'orientamento del governo sull'ora di religione.
- 16-18 ottobre: in vista del congresso nazionale la sinistra della DC si riunisce a convegno a Chianciano Terme. Il tema è "l'iniziativa della DC nella nuova fase della politica italiana". Secondo Leopoldo Elia, relatore del tema, è necessario seguire una nuova sintesi, partito d'ispirazione cristiana e al contempo garante delle istituzioni repubblicane non solo a prescindere dai consensi che raccoglie. L'ex presidente della Corte Costituzionale ricorda il monito di Aldo Moro contro la secolarizzazione della società, che riduce i diritti e i doveri della solidarietà sociale. Ciriaco De Mita aggiunge che l'azione politica è minata dalla mancanza di un saldo equilibrio politico interno che si rifletta sull'azione del governo. La riforma delle istituzioni non può prescindere da una precisa maggioranza parlamentare ma deve essere patrimonio di tutti i partiti.[60]

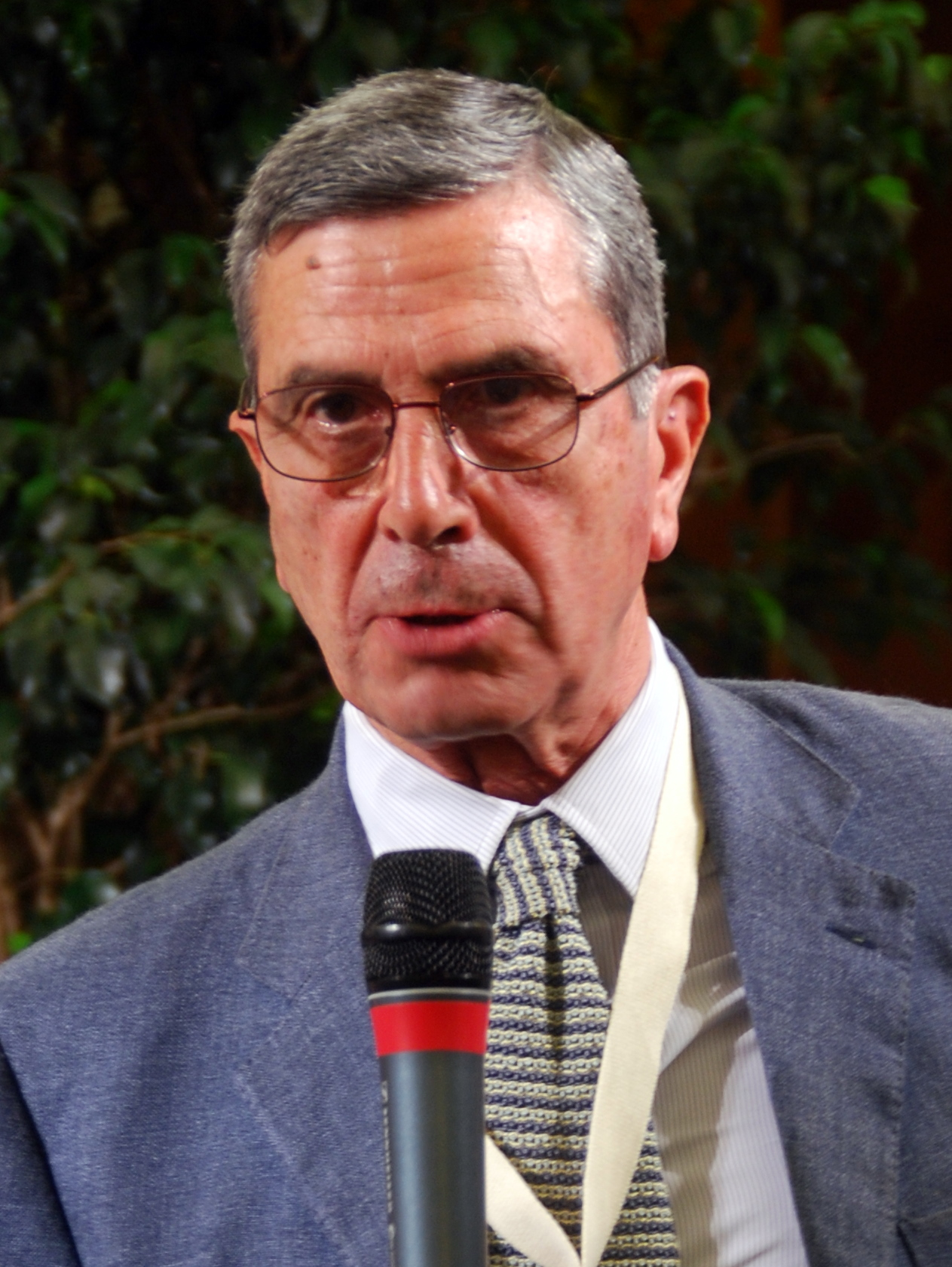
Luigi Spaventa

- 19-21 ottobre: a New York l'indice della Borsa valori crolla del -22,6%,. Nel giro di poche ore finiscono bruciati 485 miliardi di dollari, 950 se si tiene conto delle perdite degli ultimi due mesi. Il crack trascina quasi tutte le borse del mondo. a Milano si registra un -6,1%, corrispondente a una perdita di circa 11.700 miliardi di lire. Per l'economista Luigi Spaventa le cause andrebbero ricercate nell'iperattività del mercato, nell’eccessivo monetarismo e nei tentativi di stabilità inseguiti dal dollaro americano. Parte della colpa, aggiunge, è anche dei computer, che avviano automaticamente vendite di massa ai ribassi senza valutarne le conseguenze.
Il presidente della Consob, Franco Piga, fa appello a industriali, operatori economici e risparmiatori di mantenere la calma ed evitare vendite indiscriminate di titoli. La parziale ripresa di New York favorisce anche quella di Milano, dove la perdita finisce con l'attestarsi a circa 20.000 miliardi.[61]
- 22 ottobre: ascoltato dalla commissione industria del senato, che sta indagando sulle concentrazioni industriali, Silvio Berlusconi contesta l'accusa di aver messo in atto un monopolio televisivo a scapito di altre emittenti private. Il vero monopolio, precisa, è quello della Rai, un monopolio che il privato può intaccare con le giuste idee ma non superare; la Rai non è costretta a interrompere la programmazione per sostenersi con la pubblicità, ha la diretta e i telegiornali e i debiti garantiti dallo Stato. C'è inoltre un regime favorevole a Telemontecarlo, emittente cui fa comodo esercitare le prerogative di emittente straniera quando può ridurre i costi e le tasse. Per il Cavaliere è indispensabile accelerare la legge di riordino del settore predisposta dal ministro Oscar Mammì.[62]
- 23 ottobre: quando la finanziaria è ancora in discussione alle competenti commissioni di Camera e Senato sono diffusi i dati sull'inflazione tra giugno e settembre. Il costo della vita è aumentato dal 5 al 5,5%. Viene considerato fallito l'obiettivo della manovra di contenerla al 4,5%. Le nuove aliquote IVA previste dal 1º gennaio porteranno ad un aumento prevedibile del tasso non inferiore ad un ulteriore 0,5%.[63]
- 24 ottobre: intervistato da La Repubblica il presidente del consiglio ammette che la mancanza di un accordo politico sull'esecutivo rende anomalo il rapporto tra governo e partiti, ma smentisce che esistano contrasti con la DC e il suo segretario. Goria punta il dito contro le maggioranze ombra che si sono formate su vari temi dell'agenda, come l'ora di religione; Craxi risponde che non è possibile mantenere una collaborazione di governo quando ci si accorda con l'opposizione su riforme istituzionali non concordate.
Il ministro delle poste, Oscar Mammì, continua a diffondere gli orientamenti della riforma del sistema radio-televisivo. Dal momento che Silvio Berlusconi punta principalmente al gettito pubblicitario delle sue reti l'esponente repubblicano propone che alla cessione di una rete da parte del Cavaliere corrisponda l'abrogazione della pubblicità su una rete Rai. Una più razionale distribuzione delle risorse consentirebbe pari opportunità al terzo gruppo televisivo Telemontecarlo (Fiat) al quale potrebbe aggiungersi Euro TV di Calisto Tanzi.[64]

Adriano Celentano

- 25 ottobre: dalla tribuna di Fantastico Adriano Celentano mostra un filmato di Greenpeace che documenta l'uccisione di cuccioli di foca per il mercato delle pellicce e tiene un monologo sui prossimi referendum, invitando gli elettori a scrivere sulla scheda "La caccia e contro l'amore". Dimentico del fatto che scrivere frasi sulla scheda avrebbe comportato l'annullamento del voto il cantante finisce al centro di una furiosa polemica. Mentre il prof. Paolo Barile sostiene che l'appello a non votare è legittimo per l'art. 75 della Costituzione (che prescrive il quorum) i politici del consiglio di amministrazione della Rai si dividono tra sostenitori e detrattori dell'iniziativa.[65]
- 30 ottobre: consiglio dei ministri: i socialisti pongono il veto sul decreto-legge di regolamentazione del diritto di sciopero. Secondo Craxi la riforma va attuata dopo un preciso accordo con sindacati e parti sociali. Il segretario socialista chiede una revisione della legge finanziaria alla luce dell'incertezza che continua a registrarsi alla borsa di Milano dopo la recente crisi mondiale.
Nelle stesse ore il governatore della Banca d'Italia sostiene alla commissione bilancio della Camera che gli obiettivi della manovra per il 1988 devono essere rispettati con rigore e continuità, e porta a sostegno delle sue tesi il raddoppio a 8.668 miliardi del debito estero e un +3.000 miliardi nel fabbisogno dello Stato (84.879 miliardi a tutto settembre).[66]

#### Novembre

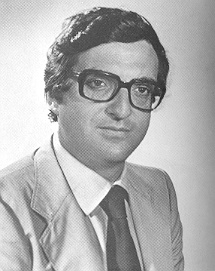
Giorgio La Malfa

- 1-3 novembre: sotto la pressione delle critiche provenienti da maggioranza e opposizioni e dai sindacati il governo decide di riscrivere la legge finanziaria attraverso una serie di riunioni tra i ministri economici, che dovranno portare entro cinque giorni una nuova bozza all'esame del consiglio dei ministri. La decisione di non contenere il deficit a 100.000 miliardi ma di salire ai 109.500 miliardi del 1987 comporterà un'impostazione più rigorosa nel taglio delle spese e degli investimenti, con maggior pressione sul lavoro dipendente e maggior tutela dei redditi medio-alti. Il ministro del bilancio, Emilio Colombo, dichiara che i consumi vanno frenati perché stimolano l'inflazione e che occorre intervenire principalmente su disavanzo e commercio estero, allo scopo di evitare una restrizione monetaria.
I repubblicani chiedono di riunire un vertice dei partiti della maggioranza per discutere i termini della legge finanziaria. Craxi si dichiara subito disponibile ma liberali e socialdemocratici ritengono che allo scontro su IRPEF, assegni familiari e tassa sulla salute si aggiungerebbero tali e tanti questioni da rendere impossibile il varo del provvedimento in tempi brevi.[67]
- 6 novembre: consiglio dei ministri: con una intesa che spiazza opposizione e sindacati il governo approva le modifiche al testo della finanziaria: il nuovo testo esclude gli aumenti dell'IVA e rinvia al 1989 la modifica delle aliquote IRPEF. I promessi sgravi fiscali si limiteranno all'aumento degli assegni familiari, delle detrazioni per il coniuge a carico e per i redditi da lavoro fino a 11 milioni. Si calcolano 3.000 miliardi in meno nelle buste paga e una riduzione della spesa pubblica di almeno 10.000 miliardi.[68]
- 8-10 novembre: si votano i cinque referendum sulla giustizia, il nucleare e la commissione inquirente. L'indicazione di voto dei partiti è un generalizzato SI a tutti i quesiti da parte di PCI, PSI, PSDI e radicali. Il PRI indica SI solo per l'abolizione della commissione inquirente. PRI, PLI e MSI chiedono un voto a favore del nucleare. Tutti i quesiti sono approvati con percentuali tra il 71,9 e l'85%.
Mentre affluiscono i dati le agenzie battono la notizia che la procura della repubblica di Roma ha aperto un'indagine preliminare nei confronti di Adriano Celentano per violazione della legge elettorale. Nel mirino della magistratura ci sono il monologo del sabato sera, in pieno silenzio elettorale, e l'invito a scrivere sulle schede provocandone l'annullamento. Secondo una prima stima uno 0,5% degli elettori ha risposto al suo invito e ha scritto sulla scheda la frase 2la caccia è contro l'amore". La RAI e la commissione parlamentare di vigilanza prenderanno decisioni in settimana.
il risultato dei referendum apre un fronte polemico tra i partiti della maggioranza. Tra i promotori delle consultazioni i socialisti danno atto al grande impegno profuso dal PCI, accusano la DC di speculare sul minimo storico della partecipazione popolare e ritengono improbabile che nei 120 giorni previsti dalla legge si raggiunga un accordo sulle modifiche legislative; i liberali, pur sconfitti sulla scelta nucleare, plaudono al raggiungimento del quorum e ai risultati degli altri quesiti e invitano a non aggiungere polemiche a quelle già in corso sulla legge finanziaria e la regolamentazione degli scioperi; i socialdemocratici si appellano al governo affinché promuova da subito le necessarie iniziative per gli adattamenti legislativi; i verdi, entusiasti del risultato, annunciano di voler promuovere una campagna di informazione per un piano energetico nazionale alternativo. Goria e Andreotti, da Atene, dichiarano congiuntamente che il voto non avrà effetti sul governo. I presidenti dell'ENEL e dell'ENEA parlano di un risultato assurdo. L'Associazione nazionale magistrati si chiede se i partiti metteranno nella nuova legge lo stesso impegno profuso per mandare la gente a votare.[69]

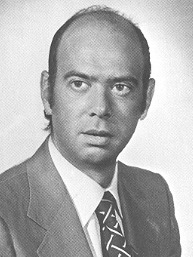
Renato Altissimo

- 10 novembre: consiglio dei ministri: viene discussa e approvata la legge finanziaria con le modifiche concordate tra i partiti della maggioranza, accordo dal quale i liberali si tirano fuori. La riduzione nella spesa pubblica ammonta a 5.500 miliardi, 4.500 dei quali dal rinvio al 1989 dell'alleggerimento dell'IRPEF e dell'IVA sui redditi da lavoro dipendente e gli altri 1.000 attraverso il blocco dell'aumento degli oneri fiscali. Previste nuove entrate dall'aumento a 2.000 lire del ticket sulla prima ricetta.
Al termine della riunione il PLI annuncia di voler ritirare la propria delegazione dal governo e di voler uscire dalla maggioranza. Il segretario liberale, Renato Altissimo, riunito l'ufficio politico del partito annuncia che la decisione definitiva sarà presa dalla direzione nazionale e risponde a una telefonata di Ciriaco De Mita che è ormai troppo tardi per discutere nuove modifiche.[70]
- 12-15 novembre: ottenuta la disponibilità dei liberali a rinviare la decisione definitiva viene deciso di convocare un vertice dei partiti di maggioranza. Renato Altissimo dichiara di aver accettato per senso di responsabilità ma la riunione si conclude con un nulla di fatto. Riunita nuovamente la direzione nazionale il PLI comunica ufficialmente di uscire dalla maggioranza. Mentre tutte le opposizioni chiedono l'apertura ufficiale della crisi di governo Goria e De Mita ritengono l'impasse superabile con la sostituzione dell'unico ministro liberale presente nell'esecutivo ma il presidente del consiglio sale al Quirinale e presenta le proprie dimissioni.[71]
- 16 novembre: Cossiga avvia le consultazioni cambiando la prassi. In luogo dei presidenti delle camere decide di ricevere subito le delegazioni dei partiti della maggioranza uscente per accertare la possibilità di mantenere unita la coalizione. La DC è a favore del pentapartito e chiede la conferma del presidente uscente. Socialisti, socialdemocratici e repubblicani si oppongono alla richiesta democristiana di risolvere in 48 ore e chiedono di discutere un preciso accordo sulle modifiche legislative in materia di nucleare e giustizia. Una disponibilità espressa dai liberali per la ricerca dell'accordo porta a ritenere probabile un rinvio del governo alle camere per la fiducia.[72]

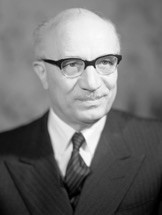
Amintore Fanfani

- 18 novembre: Cossiga rinvia il governo alle camere dopo un accordo stretto da Goria coi liberali. Questi ultimi hanno ottenuto una ulteriore riduzione della spesa pubblica di 1.500 miliardi per finanziare gli sgravi dell'IRPEF, da discutere e fissare con un disegno di legge da promulgare non prima di maggio-giugno 1988.
La commissione lavoro della Camera boccia per la terza volta di seguito il decreto Fanfani sulla scuola, che prevede il tetto di 25 alunni per classe, la riconferma in servizio dei precari impegnati nell'anno scolastico 1987-1988 e l'applicazione di due sentenze della Corte Costituzionale relative ai lavoratori dell'istruzione. I partiti della maggioranza giustificano il voto contrario con la mancanza di un accordo sulla gestione del precariato.
Il governo viene battuto alla Camera sul decreto che rifinanzia la spedizione militare nel Golfo Persico. Passano due emendamenti comunisti che bloccano il prelievo di 51 miliardi sottraendoli alle quote destinate ai comuni per le servitù militari e all'obiezione di coscienza; la somma necessaria sarà attinta da 410 miliardi ancora disponibili per la componentistica navale.[73]
- 19 novembre: presentandosi al Senato per la fiducia Goria dedica il suo discorso ai primi cento giorni dell'esecutivo e alle difficoltà che ha dovuto affrontare. Ignorando gli avvenimenti dell'ultima settimana illustra le modifiche all'agenda dell'esecutivo, dai 1.500 miliardi per gli sgravi fiscali al blocco della costruzione di altre centrali nucleari fino alla chiusura della centrale di Latina e la sospensione dei lavori a Trino. Conferma inoltre l'iniziativa di governo per la responsabilità civile dei giudici. Sulla regolamentazione del diritto di sciopero, infine, non saranno presentati decreti; la soluzione sarà trovata dai ministri competenti e presentata ai partiti per il da farsi.[74]
- 21 novembre: il Senato vota la fiducia a Goria con 170 voti a favore, e 109 contrari.
Nelle stesse ore si apre un fronte fortemente polemico tra socialisti e repubblicani. Oggetto del contendere l'intervento del segretario PRI, Giorgio La Malfa, al congresso dell'associazione nazionale magistrati, dove ha definito il referendum sulla giustizia "una truffa". Una nota anonima dell'Avanti! sostiene che il PRI dovrebbe ritirarsi da una maggioranza che sta lavorando al rispetto dei risultati referendari. In una intervista al Corriere della Sera Craxi conferma il giudizio espresso dal quotidiano del partito ed aggiunge che occorre dare priorità alla riforma dei regolamenti parlamentari e del sistema elettorale, rinviando alla seconda metà della legislatura la riforma istituzionale.[75]
- 23 novembre: secondo le rilevazioni mensili diffuse dall'ISTAT il tasso di inflazione di novembre si attesta a un +0,4% contro il +0,9% di ottobre. Il tasso tendenziale annuo si attesta quindi al 5,4%. Il ministro del tesoro, Giuliano Amato, si dichiara ottimista circa l'obiettivo di mantenerlo entro il 4,5% per il 1988.[76]

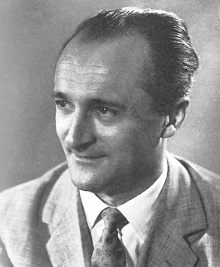
Alessandro Natta

- 25 novembre: mentre l'Italia è bloccata dallo sciopero generale contro la legge finanziaria il presidente del consiglio incassa anche la fiducia della camera, che passa con 369 voti a favore, 233 contrari e una sola astensione.
Le vicende della crisi di governo, dove il più piccolo dei partiti della maggioranza ha portato alle dimissioni dell'esecutivo, da modo a Craxi di pronunciarsi ufficialmente per l'introduzione dello sbarramento al 5% per la ripartizione dei seggi in parlamento. Secondo il segretario socialista la riforma non penalizzerebbe i partiti minori ma li spingerebbe a salde alleanze. Alessandro Natta replica che la frammentazione del sistema esiste, ma non dipende necessariamente dalla legge elettorale.[77]
- 26 novembre: consiglio dei ministri: viene approvato il disegno di legge sulla responsabilità civile dei magistrati. L'accordo di maggioranza prevede un pronunciamento di ammissibilità dell'azione risarcitoria, affidata ad un magistrato terzo, e il rinvio della regolamentazione sulla responsabilità dei giudici popolari. Lo Stato potrà rivalersi del risarcimento nei confronti del giudice.
Nello stesso giorno il presidente della repubblica scrive a Goria nella sua veste di presidente del Consiglio superiore della magistratura. Cossiga invita il governo a dare la precedenza al disegno di legge sui magistrati e sulla commissione inquirente per evitare un pericoloso vuoto legislativo e che rispetti l'autonomia e l'indipendenza del potere giudiziario.[78]
- 28-30 novembre: comitato centrale PCI: Achille Occhetto, sostiene nella relazione di apertura che occorre dedicarsi ad una rifondazione delle istituzioni e ad un rinnovamento dei rapporti tra i partiti. Per il vice-segretario comunista il predominio democristiano sul governo, col partito di maggioranza che include ed esclude i partiti a proprio piacimento, è giunto ad un punto di crisi che consente un ripensamento dell'asse di governo. La linea di un'alternativa democratica che unisca le forze progressiste è approvata con 5 voti contrari e 9 astensioni.
Consiglio dei ministri: il governo, dopo aver approvato il disegno di legge sulla responsabilità civile dei magistrati, risponde alla lettera di Cossiga preannunciando una richiesta di tardare di 120 giorni l'efficacia abrogativa dei referendum.
Il segretario del PRI, Giorgio La Malfa, dichiara in una intervista di temere un accordo di governo tra DC, PSI e PCI. I tre partiti hanno assunto la medesima posizione sui referendum e potrebbero accordarsi sulle riforme istituzionali a scapito degli alleati minori di governo. I repubblicani chiederanno col prossimo consiglio nazionale che i tre partiti scoprano le loro carte, in modo che si possa giungere ad un accordo globale, specie sul delicato tema della legge elettorale.[79]

#### Dicembre
- 2 dicembre: il governo viene battuto tre volte alla Camera nella discussione sulla legge finanziaria. Un emendamento del PCI riduce da 60 a 10 miliardi lo stanziamento per la progettazione del ponte sullo stretto di Messina.[80]
- 3-6 dicembre: consiglio nazionale DC: il congresso del partito è convocato per il 26-30 aprile a Bari, dove sarà commemorato Aldo Moro a dieci anni dalla morte.

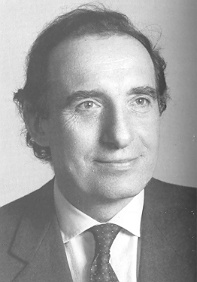
Paolo Pillitteri

- 6 dicembre: Sotto la presidenza del segretario generale, Camillo Ruini, si svolge presso la CEI una riunione dei rappresentanti di tutte le associazioni e movimenti cattolici. Oggetto della riunione l'insegnamento della religione cattolica nelle scuole, per il quale l'assemblea dei vescovi italiani chiede di non giungere a uno scontro come quelli che hanno interessato aborto e divorzio. L'assise segue la dichiarazione di Craxi sulla non marginalizzazione di tale materia e provoca polemiche nella maggioranza. Liberali e repubblicani chiedono il rispetto dell'intesa di maggioranza sulla piena sovranità dello Stato in materia contro la circolare Falcucci, che da la facoltà ai presidi di collocarla alla prima o all'ultima ora per favorire gli studenti che non se ne avvalgono.
- 4 dicembre: Il Senato approva la legge finanziaria in un clima di forte tensione nei rapporti tra i partiti della maggioranza. Oggetto del contendere è la decisione del PSI milanese, sostenuta da Craxi, di varare una giunta di sinistra con Paolo Pillitteri sindaco, con PCI, PSI e la DC all'opposizione. Basandosi sulla legge comunale e provinciale del 1911 gli assessori democristiani rifiutano di dimettersi. Da Fiuggi De Mita chiede le elezioni comunali anticipate. Per i repubblicani si vuole tornare a giunte poco trasparenti.[81]
- 7 dicembre: mentre Paolo Pillitteri dichiara di non volersi dimettere i verdi frenano sulla nuova giunta di Milano per mancanza di garanzie sul programma. De Mita insiste a non far dimettere i propri assessori sostenuto da Livio Paladin, ex presidente della Consulta, che giudica la mossa democristiana giuridicamente legale. La crisi del comune si proietta sul governo: repubblicani e liberali minacciano di disertare il tavolo sulle riforme istituzionali promosso da Craxi.[82]

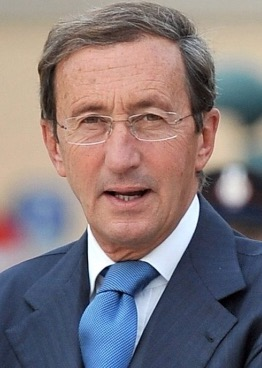
Gianfranco Fini

- 11-14 dicembre: congresso del MSI: l'assise si apre in un clima di tensione. Come annunciato alla Festa Tricolore di Mirabello Giorgio Almirante non si ricandida e svolge la sua ultima relazione da segretario. Nel dibattito si confrontano 6 mozioni che fanno capo a Gianfranco Fini, Pino Rauti, Franco Servello, Pino Romualdi e Domenico Mennitti. Quattro i candidati alla segreteria: Mennitti, Fini (sostenuto da Almirante) Rauti, Servello. Fini vince con 727 voti al ballottaggio con Rauti, che si ferma a 608.[83]
- 15 dicembre: la commissione giustizia della Camera approva la legge sulla responsabilità civile dei magistrati. Votano a favore i partiti della maggioranza e i comunisti. Viene confermata l'azione risarcitoria nei confronti dello Stato, che si rivale in seguito sul magistrato che ha agito con dolo o colpa grave. Sono stanziati due miliardi nell'esercizio 1988 per il gratuito patrocinio dei meno abbienti. L'azione deve essere dichiarata ammissibile da un magistrato terzo.[84]
- 17-18 dicembre: consiglio dei ministri: su pressione dei repubblicani il governo decide a sorpresa di porre la questione di fiducia sulla risoluzione di indirizzo del piano energetico nazionale, che comprende i destini delle centrali nucleari italiane. Il documento è approvato con 350 sì contro 204 no. La risoluzione prevede la chiusura della centrale di Latina, verifiche per Trino I, Montalto di Castro e Caorso e la sospensione dei lavori per Trino II.[85]
- 18 dicembre: rispondendo ad una interrogazione repubblicana il ministro della pubblica istruzione, Giovanni Galloni, conferma che gli insegnanti devono astenersi dal far recitare le preghiere prima dell'inizio delle lezioni. Non essendo più obbligatoria l'istruzione religiosa tale pratica potrà continuare nelle ore di religione alla sola presenza degli alunni che se ne avvalgono.
Consiglio nazionale PRI: Giorgio La Malfa, alla sua prima relazione da segretario, preannuncia una battaglia contraria alla proposta socialista dello sbarramento al 5% e invita la DC ad assumere una posizione più aperta nel dibattito sulle riforme istituzionali per evitare che il dialogo a tre con PSI e PCI porti ad uno spostamento a sinistra dell'asse di governo. Per La Malfa la riforma deve partire dalla revisione dei regolamenti parlamentari per separare le due sfere politica ed amministrativa ma il presidente del partito, Bruno Visentini, avverte che lo schema della democrazia bloccata si sta sfaldando e che i rapporti tra i partiti stanno cambiando.[86]
- 19 dicembre: all'indomani del parere favorevole del comitato nazionale etico francese sulla pillola del giorno dopo Giovanni Paolo II, ricevendo in udienza i partecipanti ad un congresso sul diritto alla vita, sostiene che l'Europa sta dando segni di decadenza morale. Il cardinale Joseph Ratzinger aggiunge che la legalizzazione dell'aborto mina le basi della democrazia e contesta la scelta dell'Unicef di aver voluto rimuovere dalla convenzione sui diritti dell'infanzia il paragrafo relativo alla protezione giuridica sia prima che dopo la nascita.[87]
- 21 dicembre: con 384 voti a favore (maggioranza, PCI e parte degli indipendenti di sinistra) 74 contrari (radicali e missini) e 14 astensioni (demoproletari, verdi) la Camera approva la legge sulla responsabilità civile dei magistrati. Il provvedimento passa all'esame del senato.
Parlando all'assemblea della Confindustria lombarda Giovanni Spadolini sostiene che le previsioni economiche per il 1988 sono negative. La causa è il bilancio dello Stato, il cui fabbisogno non scende sotto i 110.000 miliardi, e il debito pubblico, che supera gli 800.000.000 miliardi. La necessità di rinnovare 7.000 contratti nazionali di lavoro entro 12 mesi, aggiunge il presidente del senato, richiede un governo dell'economia che non si riesce a varare a causa di un ordinamento istituzionale e costituzionale da riformare.[88]

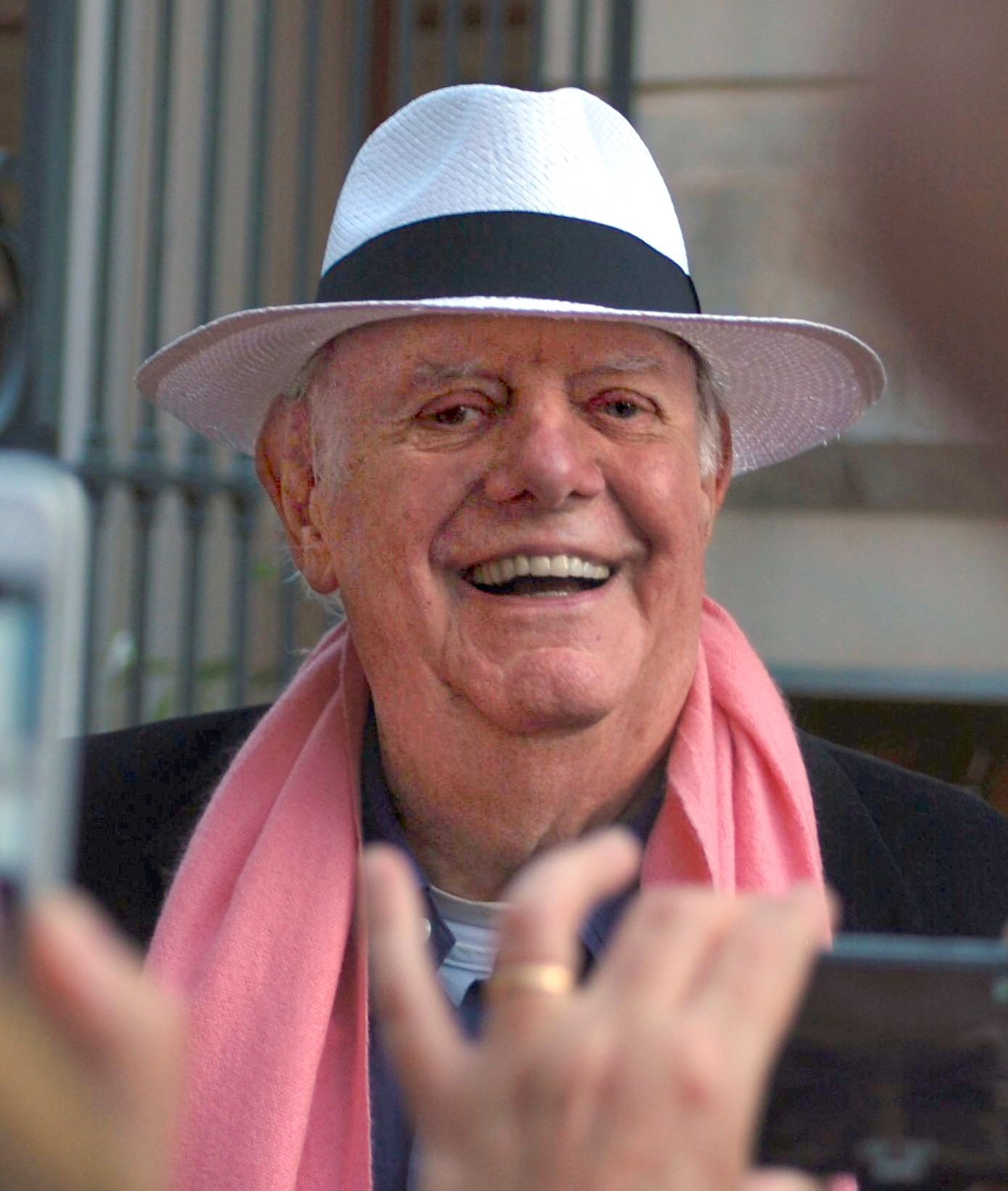
Dario Fo

- 22 dicembre: nella conferenza stampa di fine anno Giovanni Goria sostiene che 150 giorni di governo sono pochi per quantificare il bilancio di un esecutivo che sta navigando a vista tra prese di posizione contrarie all'accordo di maggioranza e poche proposte concrete. I rapporti tra i partiti sono infatti sempre più tesi sui temi delicati del nucleare, delle leggi sulla responsabilità dei magistrati e della regolamentazione dello sciopero e del difficile cammino della legge finanziaria.
Nelle stesse ore i rapporti nella maggioranza entrano ulteriormente in crisi a causa di un'accusa del senatore Cesare Merzagora nei confronti dei partiti. Declinando l'invito all'inaugurazione di una fontana ritrovata nel sottosuolo di palazzo Madama l'ex presidente del Senato scrive a Spadolini di augurarsi che le acquee limpide offerte alla città di Roma servano a ripulire i partiti dalle "sudicerie amministrative".
Il presidente della CEI, cardinale Ugo Poletti, eleva una protesta ufficiale contro la RAI per la partecipazione di Dario Fo a Fantastico. L'attore ha infatti recitato un monologo, ritenuto blasfemo, su Gesù bambino tratto dall'opera Mistero buffo. La CEI chiede all'azienda radiotelevisiva, al governo e alla commissione di vigilanza di non abdicare al loro dovere di proteggere il sentimento religioso.[89]
- 23 dicembre: consiglio dei ministri: il governo decide di adottare in via d'urgenza alcuni provvedimenti della legge finanziaria ancora in corso di discussione. La manovra anticipata è di oltre 3.000 miliardi. Il decreto legge entrerà in vigore dal 1º gennaio e prevede: aumento del bollo auto del 25%; aumento del superbollo diesel a 33.750 lire per cavallo fiscale,:; aumento della sopratassa per veicoli fino a 15 cavalli a 375.000 lire; aumento del 20% delle tasse di concessione governativa; aumento dal 92 al 98% dell'acconto IRPEG. dei 3.000 miliardi 1.100 per un adeguamento degli assegni familiari, corrisposti con una revisione dell'ammontare sul reddito complessivo del nucleo familiare.[90]
- 26 dicembre: rispondendo ad una intervista sulla crisi delle giunte locali, dove le coalizioni pentapartito lasciano il posto ad alleanze di sinistra, il vice-segretario socialista Claudio Martelli sostiene che la DC ha lasciato molto a desiderare in tema di lealtà politica, provocando lo sfaldamento di intese locali spesso già deboli. Il PSI, prosegue Martelli, ha dialogato con tutti i partiti, da Democrazia Proletaria al Movimento sociale, e propone un percorso di riforme istituzionali a partire dai regolamenti parlamentari per proseguire con la correzione del bicameralismo perfetto, senza abbandonare la proposta dello sbarramento al 5% nella legge elettorale. I socialisti sono disponibili a sostenere l'esecutivo in carica fin quando non si porranno le condizioni per agire altrimenti.
Nonostante le riserve della RAI Adriano Celentano risponde indirettamente alla CEI dopo le polemiche sul monologo di Dario Fo. Senza fare nomi il cantante sostiene che Fo ha portato una ventata di religione nel corso di una festività dedicata più al consumismo che alla valorizzazione della figura di Gesù. Dal monologo di un non credente è venuta fuori l'onnipresenza di Dio. Comunisti, demoproletari e radicali accusano tuttavia Celentano di aver dato un contentino a Comunione e liberazione pronunciando un discorso di contrarietà alla pratica dell'aborto.[91]
- 27 dicembre: il vice-segretario democristiano, Guido Bodrato, risponde all'intervista di Claudio Martelli respingendo "ad un partito spregiudicato" le accuse di slealtà. Secondo Bodrato se la DC gioca a tutto campo il PSI vuole comunque tenersi sempre le mani libere, rinnegando a livello locale gli impegni presi nella formazione della maggioranza di governo. Punto comune dei due vice-segretari è comunque l'esigenza di una riforma del sistema politico a tutti i livelli, dal momento che con le regole attuali non esistono maggioranze stabili e durature.

### 1988

#### Gennaio
- 2 gennaio: nel messaggio d fine anno il presidente della repubblica, Francesco Cossiga, definisce i partiti strumenti di esercizio del potere. Se non decidono di rinnovarsi le riforme istituzionali non si potranno varare. Cossiga dedica ampio spazio al quarantennale della Costituzione, cui si potrebbe rimettere mano nell'ambito del rinnovamento delle istituzioni, riscuotendo il consenso di democristiani, liberali, repubblicani e radicali e qualche riserva del PSI, che ricorda analoghe prese di posizione di Craxi, specie sul punto della repubblica presidenziale.
Prima di partire per una visita ufficiale Goria, intervistato nella trasmissione Tivù Tivù da Arrigo Levi, sostiene che governare con una maggioranza litigiosa, a capo di un esecutivo formato per mancanza di alternative alle elezioni anticipate, è sempre più difficile. Il presidente del consiglio deve farsi carico anche della mediazione tra le diverse vedute dei partner di governo, e Goria ammette che "non di rado viene la voglia di mandare qualcuno a quel paese". Intanto, su Panorama, Virginio Rognoni sostiene che alla preventivata sostituzione di Goria con De Mita si potrebbe arrivare prima dell'imminente congresso della DC, da molti ritenuto il capolinea dell'esecutivo in carica.[92]

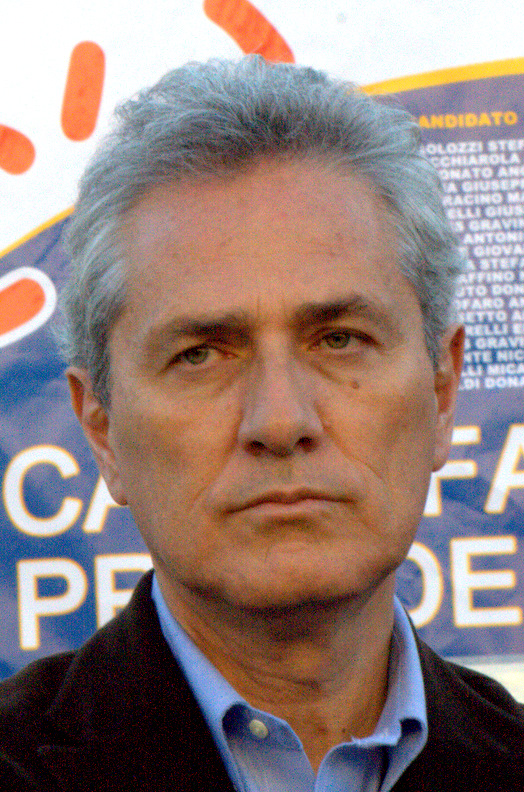
Francesco Rutelli

- 2-6 gennaio: congresso partito radicale: nella relazione di apertura Giovanni Negri illustra il progetto dare al partito una connotazione transnazionale ma rileva che esiste l'ostacolo della presenza nelle file radicali di Cicciolina. La sua candidatura, aggiunge il segretario, è stata un errore che, alla prova dei fatti, ha danneggiato il partito. Quest'ultima, a sua volta, sostiene di essere stata votata per quello che è e rappresenta, giustifica le assenze parlamentari con attività a favore del partito all'estero, si dice pronta a candidarsi alla segreteria e a combattere contro chi la vuole capro espiatorio dell'inefficienza radicale. Francesco Rutelli si dichiara intanto favorevole alla connotazione transnazionale ma senza abbandonare la dimensione nazionale. Bruno Zevi accusa la maggioranza dei congressisti di insistere sulla presenza della pornostar per mettere in secondo piano i numerosi problemi che affliggono l'azione politica. Sergio Stanzani è eletto segretario con 571 voti su 601; la mozione di Marco Pannella per la trasformazione transazionale passa col 71% dei voti ma viene bocciato il nuovo simbolo, il volto di Gandhi stilizzato col nome "partito radicale" in numerose lingue.[93]
- 6 gennaio: il ministro delle finanze, Antonio Gava, smentisce che sia in corso di istituzione una tassa patrimoniale sulla casa. Mentre la Banca d'Italia rende noto che una famiglia su dieci possiede una seconda abitazione, e che molte sono affittate con una rendita media di 31.000 lire al metro quadro, Gava precisa che l'intenzione è quella di riordinare le imposte sugli immobili da dieci a uno, conferendo al contempo autonomia impositiva ai comuni[94]
- 7-8 gennaio: governo e partiti di maggioranza si riuniscono e decidono di dare la priorità alla discussione della legge finanziaria lasciando decadere il decreto del 23 dicembre, che ne ha anticipato alcuni aumenti. Si pone tuttavia il problema delle scadenze, delle marche da bollo non stampate e dell'incertezza che i medesimi provvedimenti saranno mantenuti nella legge di bilancio senza modifiche. Su pressione di tutte le opposizioni, e di alcuni settori della maggioranza, il ministro del tesoro, Giuliano Amato, è costretto a rinunciare a un tentativo di salvataggio del decreto. Alla Camera il PCI denuncia la procedura come anticostituzionale, dal momento che si sono anticipati dei provvedimenti modificandone il testo già approvato dal senato.
Nella maggioranza inizia a delinearsi una tendenza favorevole alle dimissioni del governo. Guido Bodrato parla di una crisi propositiva, la Voce Repubblicana sostiene che l'esecutivo non è in grado di gestire la situazione. De Mita e Craxi non rilasciano tuttavia dichiarazioni perché deve essere prima trovato un accordo per la eventuale sostituzione di Goria. Una nota ufficiale della segreteria DC invita tuttavia a rinviare ogni decisione a legge finanziaria approvata.[95]

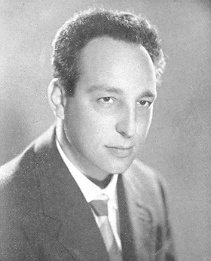
Venerio Cattani

- 10-13 gennaio: congresso PSDI: Franco Nicolazzi, alla sua prima relazione, lancia attacchi verso la maggioranza. Accusa la DC di essere al centro di un polo conservatore assieme a repubblicani e liberali, e definisce il PSI un partito impegnato ad una lotta di potere fine a se stessa, col quale si può stipulare un'intesa senza ripetere l'errore della riunificazione. Anche se governo e maggioranza non sono messi in discussione ma Graziano Ciocia e Mauro Ferri, sostenitori del segretario, esprimono riserve sui giudizi espresso. Pier Luigi Romita, Luigi Preti e Venerio Cattani, della minoranza interna, ritengono che Nicolazzi debba prendersela solo con se stesso, avendo appiattito il partito alla tracotanza dei socialisti, che sono a loro volta succubi della DC. Nicolazzi viene confermato con l'80% dei voti ma le risultanze del congresso spingono i partiti alleati a chiedere un chiarimento.[96]
- 14-15 gennaio: il ministro del tesoro, Giuliano Amato, appoggia la proposta del PCI di semplificare la legge finanziaria in due articoli con le tabelle di spesa allegate. I partiti della maggioranza si dichiarano disponibili a non affrontare 40 articoli minati da 1.523 emendamenti ma le opposizioni (principalmente radicali e demoproletari, ma anche i missini) rifiutano la discussione alla commissione bilancio in sede legislativa. La possibilità regolamentare di questi ultimi di far saltare la discussione spinge la DC a porre condizioni inaccettabili per affossare la proposta.
Consiglio dei ministri: sono anticipati i nuovi aumenti dell'IVA sugli oli combustibili e il gas metano non destinato all'uso domestico (da 9 a 18%), sui superalcolici, la birra e i profumi (dal 20 al 30%). Il gettito complessivo è quantificato in 727 miliardi. Viene prorogata a tutto il 1988 la detrazione GESCAL sulle buste paga dei lavoratori dipendenti: dei 2000 miliardi di gettito 750 andranno all'edilizia, 750 al fondo contro la disoccupazione e 500 miliardi per i prepensionamenti nelle aziende in crisi.[97]
- 16 gennaio: dopo una proposta di governo istituzionale formulata da Giovanni Spadolini i socialisti, con due conferenze stampa di Craxi e Claudio Martelli, sostengono la necessità di riportare nell'ambito della maggioranza il confronto sulle riforme istituzionali perché non possono coesistere due maggioranze. Di fronte ad un possibile accordo tra DC e PCI il PSI minaccia la crisi di governo e il ricorso ad elezioni anticipate. Intanto Giorgio La Malfa propone a nome del PRI un governo presieduto da De Mita con Craxi ministro.
- 19 gennaio: Craxi e De Mita si incontrano nella sede del PSI. Il segretario socialista non si opporrebbe al ricambio di Goria col segretario democristiano (escludendo recisamente di entrarne a far parte come ministro) ma la discussione in corso della finanziaria richiede di sostenere l'esecutivo in carica.[98]
- 20 gennaio: il ministero per il commercio con l'estero comunica che la bilancia dei pagamenti per l'esercizio 1987 ha registrato un avanzo complessivo di 1.637 miliardi contro i disavanzi di 456 miliardi nel 1986 e 2.965 miliardi nel 1985. Un decreto congiunto dello stesso ministro e del collega del tesoro consente di abolire diverse limitazioni introdotte sulle transazioni e i movimenti di valuta da e per l'Italia.[99]

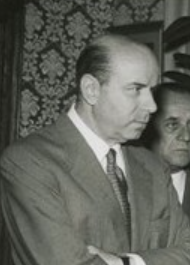
Giuseppe Petrilli

- 22-23 gennaio: dopo due sconfitte dell'esecutivo alla Camera su altrettanti emendamenti del PCI alla legge finanziaria il capogruppo socialista, Gianni de Michelis, dichiara che se venisse approvato un emendamento delle opposizioni di sinistra che blocca i fondi dei giacimenti culturali (beni artistici non censiti, da catalogare elettronicamente) non risponderà degli atteggiamenti del suo gruppo. Sinistra indipendente, radicali e demoproletari accusano l'esponente socialista di voler difendere la gestione poco trasparente di tale fondo da parte dei ministero dei beni culturali. Nella seduta il governo viene tuttavia sconfitto su un ulteriore emendamento del PCI (votato da una quarantina di franchi tiratori della maggioranza) che rivaluta i minimi delle pensioni sociali stanziando 500 miliardi per il 1988, 1.000 per il 1989 e 1.500 per il 1990. Le pensioni, comprese tra 245.800 e 418.050 lire mensili, aumentano da 510.000 a 550.000 lire. Ad agitare ulteriormente le acque della maggioranza è anche l'ennesimo rifiuto dei partiti di governo all'istituzione di una commissione parlamentare che indaghi sui fondi neri dell'IRI (300 miliardi usati per pagare tangenti a partiti di governo e giornali, vicenda per cui sono sotto processo l'ex presidente Giuseppe Petrilli e Fausto Calabria) e la richiesta della Corte dei conti nei confronti di Gaetano Stammati (all'epoca ministro del commercio estero) per il danno erariale relativo alla maxi tangente Eni-Petromin (13, 784.526 lire).[100]
- 24-25 gennaio: il ministro del tesoro, Giuliano Amato, giudica irresponsabile l'azione comunista sulle pensioni in quanto manca la relativa copertura finanziaria. Per parare ulteriori manovre sul tema previdenziale il governo pone la questione di fiducia per il no sugli ulteriori emendamenti e per l'approvazione di un sub-emendamento dell'esecutivo che stabilisce un aumento definitivamente fissato a 3.000 miliardi per l'erogazione di quello che viene chiamato "assegno di povertà".[101]
- 27-30 gennaio: il governo viene sconfitto alla Camera sull'articolo 7 della finanziaria, che aumenta dal 25 al 30% la tassazione sugli interessi bancari e postali, dal quale ci si aspettava un gettito tra i 2.500 e i 3.000 miliardi. I franchi tiratori della maggioranza sono un centinaio. Viene altresì sconfitto sul rinnovo dei fondi per i giacimenti culturali con l'azione di 90 franchi tiratori (290 miliardi che restano comunque nella disponibilità del ministero). Mentre tutte le opposizioni chiedono le dimissioni dell'esecutivo, coi missini che occupano l'aula, Goria convoca d'urgenza il consiglio dei ministri, dove viene presa la decisione di riunire i 15 articoli sulle entrate in un solo articolo. Il capo del governo lo annuncia in aula senza accennare all'intenzione di porre la questione di fiducia sul maxi-emendamento, decisione che viene diffusa in serata. Il sottosegretario alla presidenza, Emilio Rubbi, annuncia intanto alla Camera che al termine dell'iter sulla finanziaria ci sarà una verifica di maggioranza. Il maxi-emendamento viene successivamente diviso in quattro parti, ognuno votato con la fiducia.[102]

#### Febbraio
- 1-2 febbraio: incassata la fiducia sui quattro articoli e definitivamente approvate le entrate, l'esame della finanziaria prosegue sul secondo titolo delle spese. Nelle stesse ore il direttivo del gruppo parlamentare democristiano, convocato per stabilire modi e termini del chiarimento di maggioranza, si esprime per le dimissioni immediate di Goria a finanziaria definitivamente approvata. Il presidente del consiglio, a sua volta, deve affrontare le divisioni dei partiti sul delicato tema del nucleare. Il ministro dell'industria, Adolfo Battaglia, sostiene in un consiglio dei ministri notturno la richiesta di repubblicani e liberali di proseguire i cantieri delle centrali, socialisti e socialdemocratici esprimono una irrevocabile contrarietà. Le decisioni sono rinviate al 12 febbraio per consentire opportuni incontri tra i ministri di diverso parere ma alla Camera la maggioranza da sempre più segni di protesta. Col voto di 70 franchi tiratori passa un emendamento comunista che stanzia 300 miliardi per i traghetti sullo stretto di Messina, somma che dovrà essere eventualmente reperita.[103]
- 3 febbraio: il governo viene sconfitto per quattro volte di seguito. Dopo tre emendamenti cui l'esecutivo aveva espresso parere contrario viene bocciato l'articolo 28, che limita i posti letto negli ospedali pubblici, introducendo rigidi parametri per l'accesso dei pazienti, mantenendo la piena libertà delle strutture private. La bocciatura di quest'ultimo articolo apre un buco di 2.000 miliardi nel bilancio, cui devono aggiungersene altri 700 per la bocciatura dei nuovi criteri di riconoscimento dell'invalidità civile. Mentre Nilde Iotti sospende la seduta per la tensione sempre più palpabile in aula Goria sale al Quirinale e dopo un'ora di colloquio con Cossiga dichiara che l'esecutivo andrà avanti fino al completamento della sessione di bilancio.[104]
- 5 febbraio: con 331 voti a favore e 263 contrari la Camera approva la legge finanziaria; dopo l'approvazione delle tabelle di bilancio il testo dove andare al Senato per l'approvazione definitiva. L'iter richiede almeno due settimane, un tempo che molti settori della DC e il PSI ritengono eccessivo per la durata di un governo ormai privo della sua maggioranza.[105]

Una lira pesante

- 7 febbraio: consiglio dei ministri: viene varato un nuovo disegno di legge per l'introduzione della cosiddetta lira pesante, già proposta da Craxi ai tempi del suo governo e gestita da Goria come ministro del tesoro. Giuliano Amato, suo successore, lo ritiene un provvedimento indispensabile per semplificare la contabilità dello Stato, delle imprese e dei cittadini. Un secondo disegno di legge, denominato "condono fiscale", viene invece respinto per l'opposizione di molti ministri all'amnistia sui reati valutari e di bilancio. Il provvedimento premierebbe l'evasore esportatore e manterrebbe inalterata la procedura verso quello che non ha esportato clandestinamente il denaro evaso.[106]
- 8 febbraio: rispondendo ad alcune dichiarazioni di Alessandro Natta Goria afferma di non avere alcuna intenzione di dimettersi. Dopo 12 sconfitte e 9 voti di fiducia sulla finanziaria il capo del governo afferma di essersi recato da Cossiga per informarlo della situazione e promuovere un chiarimento tra i partiti della maggioranza.
Nella conferenza stampa d'inizio anno il presidente della Corte costituzionale, Francesco Saja, afferma che l'alto consesso ha in gran parte recuperato l'arretrato di oltre 2.000 cause, accumulatesi nel periodo dello scandalo Lockheed. Il presidente punta il dito sull'inerzia di governo e parlamento sul delicato tema delle frequenze radiotelevisive, oggetto di un alto numero di ricorsi delle piccole emittenti contro lo strapotere del segnale dei network di Silvio Berlusconi, che spesso invadono i canali delle emittenti locali.[106]
- 9-10 febbraio: dopo 5 sconfitte sui bilanci dei ministeri, che fanno salire a 18 le volte in cui il governo è stato messo in minoranza sulla sessione di bilancio, Goria riunisce d'urgenza il consiglio dei ministri. Dopo 45 minuti di seduta, e dopo aver tentato di far approvare nuove tabelle da sottoporre all'esame del parlamento, il capo del governo torna nell'aula della Camera e legge il comunicato delle dimissioni dell'esecutivo. Cossiga ne prende atto ed inizia già dalla mattina dopo il giro delle consultazioni. De Mita e Craxi prospettano una fiducia a termine, fino all'approvazione della finanziaria e dei bilanci, soluzione che genera riserve nel presidente della repubblica e tra repubblicani e liberali, oltre che accuse di procedura anticostituzionale dalle opposizioni.[107]
- 18-19 febbraio: Goria si presenta alle camere per ottenere la fiducia. Il presidente del consiglio pronuncia un breve discorso che la stampa definisce epitaffio. Il dibattito è altrettanto breve, ed è incentrato più sul futuro governo che sull'operato dell'esecutivo in carica. Craxi dichiara nel suo discorso di non puntare alle elezioni e dice no alla proposta di Achille Occhetto per un governo allargato a tutte le forze democratiche per affrontare le riforme istituzionali. A Occhetto dicono no anche socialdemocratici e liberali, mentre Giorgio La Malfa sostiene che tutto può accadere. Alla Camera la fiducia passa con 364 sì contro 208 no. Al Senato con 170 sì contro 91 no.[108]
- 22-23 febbraio: alla Camera riprende l'esame del bilancio dello Stato. Goria dichiara che alla prima bocciatura ripresenterà le dimissioni, che saranno irrevocabili. Le tabelle di spesa dei ministeri sono tuttavia approvate senza problemi, ed anche il bilancio viene convalidato con due giorni di anticipo.[109]
- 25 febbraio: dopo tre giorni di incontri i partiti della maggioranza non riescono a trovare un accordo su alcune modifiche alla legge finanziaria, mirate al reperimento di 2.000 degli 8.000 miliardi richiesti dalle modifiche dovute agli emendamenti comunisti. La reintroduzione dell'aumento della tassazione sugli interessi bancari trova numerosi pareri contrari. Il presidente del senato, Giovanni Spadolini, lamenta che il mancato accordo impedisce alla conferenza dei capigruppo di stabilire il calendario dei lavori e ricorda che si sta per entrare nel terzo mese di esercizio provvisorio.
Indagando su ricorso di cinque candidati primi non eletti la Giunta per le elezioni di Montecitorio, lavorando sugli accertamenti effettuati dalla procura della repubblica di Napoli, deve ammettere che nella Circoscrizione Napoli-Caserta si è accertata la presenza di 4.465 voti riportati nei verbali di 800 sezioni senza alcuna corrispondenza col numero degli elettori che hanno votato. Il presidente della giunta, Enzo Trantino, smentisce che sia stata sospesa la convalida dell'elezione dei deputati interessati, tra i quali figurano Craxi, Almirante e Gava, ma l'indagine in corso la rende automatica. I candidati non eletti denunciano che i verbali delle operazioni sono stati sottoposti a cancellazioni e che i voti di lista e di preferenza sulle apposite tabelle sono stati aggiunti senza alcuna corrispondenza coi registri degli elettori votanti.[110]

#### Marzo
- 3 marzo: parlando al Senato sulla legge finanziaria in discussione il ministro del tesoro, Giuliano Amato. riferisce che il debito pubblico "viaggia" verso i 122.000 miliardi, ventimila oltre la previsione per il 1988. Secondo il ministro è necessaria un'operazione di rientro di 10.000 miliardi per restare ai livelli del 1987 (113,56 miliardi), 20.000 se si vuole rispettare l'obiettivo del 1988 (103.000 miliardi). La relazione di Amato giunge quando le commissioni bilancio e sanità di palazzo madama hanno dato parere negativo agli emendamenti del governo mirati a un primo recupero di 2.000 miliardi.
Il segretario democristiano Ciriaco De Mita fa sapere che con l'inizio della settimana effettuerà un giro di incontri coi segretari dei partiti della maggioranza per valutare la possibilità di formare un nuovo governo sotto la sua presidenza.[111]

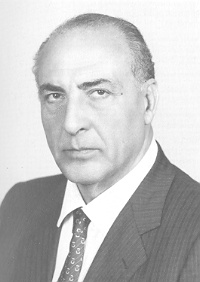
Antonio Cariglia

- 7-9 marzo: comitato centrale PSDI: l'assise è convocata per eleggere il successore di Franco Nicolazzi, travolto da numerose indagini giudiziarie. A contendersi la successione sono Antonio Cariglia, della maggioranza che ha sostenuto il segretario uscente, e Pier Luigi Romita, esponente della minoranza. Con 89 voti contro 65 viene eletto Cariglia, che esclude una gestione collegiale aperta a tutte le correnti.
- 11 marzo: mentre Goria fa sapere di voler rinviare le dimissioni alla programmata visita del premier spagnolo Gonzales in consiglio dei ministri si consuma uno strappo tra DC, PRI e PLI da una parte, PSI e PSDI dall'altra. L'assise decide a maggioranza di riaprire i cantieri della centrale nucleare di Montalto di Castro, un impegno che Goria aveva preso il 20 novembre. Il PSI dichiara che la decisione non ha valore, poiché in contrasto con l'esito del referendum. Goria, che aveva già programmato i tempi e i modi del chiarimento nella maggioranza, convoca urgentemente il consiglio dei ministri, comunica le sue decisioni e sale al Quirinale per rassegnare le dimissioni del governo.[112]